# Municipio de Ixtapaluca
El municipio de Ixtapaluca es uno de los 125 municipios que conforman el Estado de México, ubicado en la parte centro-sur de la cuenca de México, en el centro de la República Mexicana. Fisiográficamente está localizado en el eje neovolcánico, en la zona oriente del estado. Se ubica a 7,5 kilómetros de la Ciudad de México y a 110 kilómetros de Toluca de Lerdo, capital del Estado de México. Cuenta con una extensión de 318,27 km², representando 1,46% del territorio estatal. En él están situadas las carreteras nacionales de México-Puebla y México-Cuautla que se bifurcan precisamente dentro de su territorio.

## Toponimia
El nombre propio es Iztapayucan o Iztapallocan, el cual proviene del idioma náhuatl y se compone de iztatl, sal, pallutli o pallotl, mojadura, y de can lugar; y significa: "lugar donde se moja la sal". Aparece con un jeroglífico, sobre un campo blanco, un toponimio cuyos contornos son de color negro, mismos que posee en la parte superior, una figura ovalada en los extremos; Conteniendo en ésta y en el centro de la figura principal, triángulos específicamente dispuestos. El municipio tiene el nombre de Ixtapaluca, que solamente podrá ser cambiado o modificado por acuerdo unánime del H. Ayuntamiento, con la aprobación de la Legislatura del Estado.

### Origen del nombre de los pueblos originarios
Está conformado por otras comunidades, como: Acuautla, “Bosque en el agua" o "Bosque junto al agua”; Ayotla, “Lugar donde abundan las tortugas”; Coatepec, “Cerro de las serpientes”; Manuel Ávila Camacho, fundado según decreto del 27 de noviembre de 1944, debe su nombre al general Manuel Ávila Camacho; Río Frío, cuyo nombre fue elegido por Benito Juárez, quien en un viaje a Puebla se detuvo en este lugar a lavarse las manos; como estaba muy fría el agua, dijo que debía llamarse Río Frío; los habitantes le pusieron el nombre, y posteriormente se le agregó el apellido: “Río Frío de Juárez”; Tlalpizáhuac, “Tierra delgada” y Tlapacoya, “Lugar donde se lava”.

## Glifo

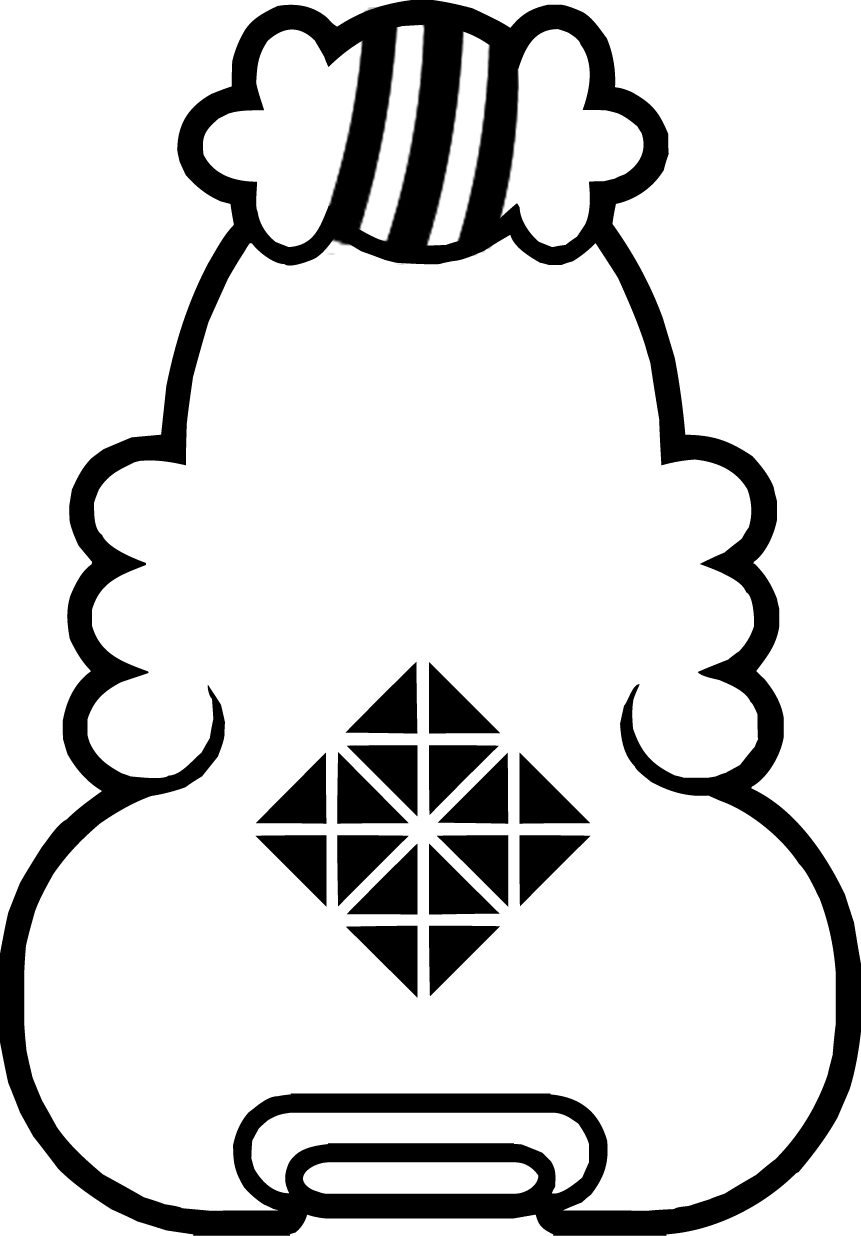
Glifo de Ixtapaluca

Aparece con un jeroglífico, sobre un campo blanco, un topónimo cuyos contornos son de color negro; en la parte superior, aparece una figura ovalada en los extremos con tres semi círculos, este representando las piedras en la cima del cerro (ya que Ixtapaluca antes estaba situada en el cerro donde se ubica la zona arqueológica de Acozac); En esta y en el centro de la figura principal, aparecen triángulos específicamente dispuestos. Las ondulaciones en las partes superior y laterales del diseño representan el sitio tal y como lo mostraban los códices prehispánicos, mientras que los triángulos distribuidos en el toponimio simbolizan la sal (véase Toponimia).

## Geografía
La cadena montañosa más extensa se localiza en la parte noreste del municipio, y en ella se encuentran los cerros: Tláloc, La Sabanilla, Cuescomate, Cabeza de Toro, Yeloxóchitl, Telapón y Los Potreros. En cuanto a su proporción numérica, le siguen, por el lado noroeste: Cuetlapanca, Tejolote Grande y, a su lado, Tejolote Chico, Santa Cruz y El Pino. En el lado sureste, en los límites con Tlalmanalco, se localizan los cerros: Papagayo y San Francisco; en el noreste únicamente se encuentra el cerro del Elefante. Las planicies se localizan sobre todo en la cabecera municipal, pero también en algunos poblados, como son: San Francisco Acuautla, San Juan Tlalpizáhuac, Ayotla, colonia Plutarco Elías Calles y Río Frío de Juárez. Los terrenos municipales tienen alturas que van de los 2 000 a los 3 900 metros sobre el nivel del mar. La cabecera está a 2 900 metros sobre el nivel del mar.
Su extensión territorial es de 318,27 km² de superficie.
| Superficie                          | km²        |
| ----------------------------------- | ---------- |
| superficie de agricultura           | 91,43 km²  |
| superficie de pastizal              | 27,42 km²  |
| superficie de bosque                | 162,84 km² |
| superficie de vegetación secundaria | 18,89 km²  |
| superficie de áreas urbanas         | 54,61 km²  |

### Colindancias
Sus límites territoriales con otros municipios y estados son: 
- Norte: con los municipios de Chicoloapan, Los Reyes La Paz y Texcoco.
- Noroeste: con el municipio de Los Reyes La Paz.
- Este: con los municipios de Tlahuapan y Tlalancaleca del Estado de Puebla.
- Sur: con los municipios de Chalco y Valle de Chalco Solidaridad.
- Sureste: con el municipio de Tlalmanalco.

### Pueblos originarios
- Ayotla.
- Coatepec.
- General Manuel Ávila Camacho.
- Ixtapaluca Centro (Cabecera municipal).
- Río Frío.
- San Francisco Acuautla.
- San Juan Tlapizáhuac.
- Santa Cruz Tlapacoya.

### Colonias populares
20 de noviembre, Alfredo del Mazo, Cerro de Moctezuma, Citlalmina, El Capulín, El Mirador, El Molino, Emiliano Zapata (incluyendo su ampliación), Escalerillas, Fermín Álvarez, Hornos San Juan, Hornos Santa Bárbara, Ilhuicamina, Jorge Jiménez Cantú (Los Hornos), Juan Antonio Soberanes, La Magdalena, La Retama, La Venta, Llano Grande, Loma Bonita (incluyendo su ampliación), Luis Donaldo Colosio, Margarita Morán, Melchor Ocampo, Plutarco Elías Calles, Pueblo Nuevo, Rancho Verde I y II, Rigoberta Menchú, Rincón del Bosque, San Antonio, San Francisco Acuautla, Santa Cruz (incluyendo su ampliación), Santo Tomás, Subestación eléctrica, Tejalpa (incluyendo su ampliación), Tejolote, Teponaxtle, Tlacaélel, Tlayehuale, Valle Verde, Wenceslao Labra, Zoquiapan (incluyendo su ampliación). 

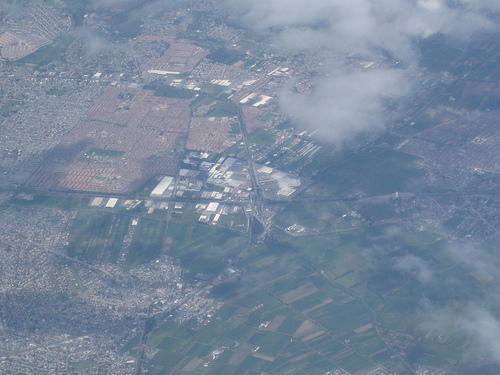
Ixtapaluca en mapa satelital

### Fraccionamientos y unidades habitacionales
- Entre los fraccionamientos están: El Contadero (Ejidal), Izcalli Ixtapaluca, José de La Mora, Lomas de Ayotla, Los Héroes, Rancho Guadalupe y Residencial Ayotla.
- Entre las unidades habitacionales están: Arboladas, Caserío, Geovillas: Ayotla, San Jacinto, Jesús María, Geovillas de Santa Bárbara (Las Palmas I, II y III) y Vergel de Guadalupe, La Era, La Rosa de San Francisco, Lomas de Ixtapaluca, Rancho El Carmen, San Buenaventura, unidad habitacional San Jerónimo Cuatro Vientos, y San José de la Palma.

### Hidrografía

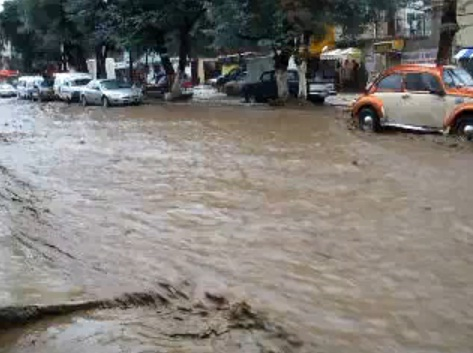
Inundaciones en Ixtapaluca

La cuenca hidrológica, del municipio de Ixtapaluca, tiene sus orígenes en la zona montañosa del noreste, y está formada por el arroyo Texcalhuey, que viene de la parte norte; el Texcoco, que confluye con el de las Jícaras y se origina en los cerros Yeloxóchitl y Capulín; el de la Cruz, que se forma en el cerro de la Sabanilla y llega al arroyo San Francisco, que pasa por Ixtapaluca y desemboca en el río de la Compañía, que pasa por el cerro del Elefante, Los Arroyos, El Capulín, Texcalhuey y Las Jícaras, pasan por el pueblo de San Francisco Acuautla. Otros arroyos, que vienen del cerro de los Potreros: uno que no tiene nombre y pasa por Manuel Ávila Camacho, confluye con el arroyo San Francisco y Santo Domingo, que se desvía hacia Chalco, el municipio cuenta con un acueducto en la parte norte, por el arroyo La Cruz; una parte del territorio es plano y seco. Hace años quedó irrigado el terreno plano, gracias a diversos pozos artesianos que se construyeron, y son: Tezontle, San Isidro, La Virgen, Patronato, Mezquite, El Venado, el Carmen, Faldón, Lindero San Francisco, Cedral, El Gato, El Caracol; por lo cual tomó más incremento la agricultura, principalmente el cultivo de forrajes.

### Clima
El clima es templado subhúmedo, los meses más calurosos y con lluvias son los meses de junio, julio, agosto y septiembre; La dirección de los vientos, es de norte sureste; los vientos del sureste son los dominantes. La temperatura presenta variaciones, debido a que en el municipio hay zonas con mayor altura que otras, la temperatura media es de 15,1 grados °C, la media anual es de 11,1 °C, la extrema máxima es de 39 °C y la extrema mínima, es de -8 °C; la precipitación pluvial anual es de 660 mm, los días con heladas son aproximadamente 24 °C .
- Rango de temperatura: 8 – 14 °C
- Rango de precipitación: 800 – 1 100 mm
- Clima templado subhúmedo con lluvias en verano, de mayor humedad (95,62%) y semifrío.
- Subhúmedo con lluvias en verano, de mayor humedad (4,38%)

## Demografía
De acuerdo con el censo de Población y Vivienda 2020 del INEGI, Ixtapaluca cuenta con una población de 542 mil 211 habitantes distribuidos en 263 mil 083 hombres y 279 mil 128 mujeres, equivalente al 48,52 y 51,48% respectivamente. 
|           | Edad         | %     |
| --------- | ------------ | ----- |
| Población | 0 a 14 años  | 24,1% |
| Niños     | 0 a 14 años  | 25,2% |
| Niñas     | 0 a 14 años  | 23,1% |
| Población | 15 a 29 años | 26.8% |
| Hombres   | 15 a 29 años | 27,6% |
| Mujeres   | 15 a 29 años | 26,2% |
| Población | 30 a 59 años | 40,4% |
| Hombres   | 30 a 59 años | 38,7% |
| Mujeres   | 30 a 59 años | 41,5% |
| Población | 60 y más     | 8,7%  |
| Hombres   | 60 y más     | 8,5%  |
| Mujeres   | 60 y más     | 9,2%  |

| Año  | Total   | Hombres | Mujeres |
| ---- | ------- | ------- | ------- |
| 2010 | 467 361 | 227 846 | 239 515 |
| 2015 | 495 563 | 242 723 | 252 840 |
| 2020 | 542 211 | 263 083 | 279 128 |

Según los datos de la Encuesta Intercensal del INEGI del 2015 contaba con 495 mil 563 habitantes. Al comparar esta última cifra con la del censo de Población y Vivienda 2010 del INEGI, el incremento es de 28 mil 208 habitantes. Para el 2015, la población se distribuía en 242 mil 723 hombres y 252 mil 840 mujeres, lo que equivale al 48,97 y 51,03%, respectivamente; hay una relación de 95 hombres por cada 100 mujeres que habitan en el municipio. La densidad de población del municipio es de 1 703.62 hab/km².

## Historia

### Prehistoria
Durante el Pleistoceno, en Tlapacoya se encontraron los restos humanos, animales y vegetales más antiguos de la Cuenca de México, otros testimonios prehistóricos son: Pinturas rupestres del cerro del Elefante, la cueva Burrera de Tlalpizáhuac, la piedra letreada de las minas de arena la Rosita de Ixtapaluca, y el cráneo hallado en Tlapacoya.

### Primeros pobladores
Los primeros asentamientos estuvieron sujetos al señorío de Texcoco. Se desconoce el lugar de procedencia de los primeros hombres que llegaron a Ixtapaluca, los primeros asentamientos humanos se registran entre los años 1100 a. C. y 100 d. C.; cuando Xólotl inicia su reinado en Tenayuca, Techotlala uno de sus hijos funda Texcoco; este tuvo un hijo llamado Ixtlixóchitl, a quien donó 11 pueblos entre ellos Ixtapaluca y Coatepec. Su señor fue Izcotzin y su gobernador Cuahuitzilotzin; quién tuvo una participación valerosa, ya que los Tepanecas, tomaron el lugar como entrada para llegar al reinado de Texcoco, apoderarse de él y derrotar a Ixtlixóchitl.

### Época prehispánica
Ixtapaluca y Coatepec, situados al oriente de la Cuenca de México, tributaban al señorío de Texcoco. En Ixtapaluca se encuentra Acozac, un sitio arqueológico. El sitio fue conocido como Ixtapaluca Viejo hasta 1973, fecha en que los terrenos del antiguo rancho de Acozac se lotificaron para dar lugar al fraccionamiento y club de golf y por extensión se le otorgó el mismo nombre a la zona arqueológica.
Se le ha relacionado recientemente con el sitio de Tlazallan - Tlallanoztoc, mencionado en el Códice Xólotl como asiento del nieto de Xólotl Techotlallatzin. Se ha encontrado aquí cerámica que demuestra que el sitio estuvo ocupado en las épocas mencionadas en las fuentes. La ocupación inicia con la fase azteca I (900 a 1200 d. C.), continuando en la fase azteca II (1200 a 1430), que es la que coincide con el reinado de Techotlalatzin. Las últimas estructuras, que son las que están visibles, corresponden a la fase azteca III (1430 a 1521).
Acozac, estuvo ocupado entre 900 y 1521 d. C.; zona compuesta por el templo circular dedicado al dios Ehecátl y una gran plataforma, el templo mayor Tzompantli y un palacio, la técnica constructiva de los templos y altares, consiste en un núcleo no estructurado, sostenido por muros de contención escalonados formando un volumen de varios cuerpos sobrepuestos. Aquí se puede apreciar un basamento dedicado a Quetzalcóatl y un juego de pelota, que aunque no se encuentra en completo estado si es digno de apreciarse, además de otros vestigios de lugares destinados a habitaciones. Se encontró cerámica que demuestra que el sitio estuvo ocupado en las épocas mencionadas en las fuentes. La ocupación inicia con la fase azteca I (900 a 1200 d. C.), continuando en la fase azteca II (1200 a 1430), que es la que coincide con el reinado de Techotlalatzin. Las últimas estructuras, que son las que están visibles, corresponden a la fase azteca III (1430 a 1521). El asentamiento fue fundado y poblado por grupos de extracción texcocana (acolhuas), primero bajo la influencia cholulteca y después de los mexicas. El sitio fue edificado entre finales del siglo XIV y principios del siglo XV. Su importancia política y económica declinó hacia finales del siglo XV. Tal vez a esto se deba que no sea mencionado por las crónicas. Acozac estaba en su apogeo, durante las guerras que sostuvo la triple alianza con los chalcas a mediados del siglo XV. En un importante documento prehispánico, el códice Xólotl, el centro ceremonial de Acozac es mencionado con el nombre de Tlatzallan Tlalanóztoc. Se sabe que fue el sitio de residencia de Tlotzin Póchotl, quien, de acuerdo con el célebre cronista oriundo de Texcoco, Fernando de Alva Ixtlilxóchitl, fue el tercer gobernante chichimeca de la zona. Tlotzin Póchotl fue nieto del gran señor chichimeca Xólotl Techotlallatzin. en 1521. Luego de este acontecimiento Acozac fue abandonado por completo. Los edificios que se contemplan hoy en día en esta área arqueológica, corresponden precisamente a la última etapa del lugar. El predominio chichimeca en esta zona del país, aconteció entre los años de 1200 y 1430 d. C. Tras este periodo, quien tomó el control, fue el imperio de Texcoco, miembro de la Triple Alianza Azteca. Tal situación siguió hasta la conquista de los españoles. Acozac fue uno de los centros ceremoniales clave en el oriente de la Cuenca de México durante el periodo Posclásico Tardío.

### Fundación y dominación española
Los primeros religiosos llegaron a la región en 1527, pertenecían a la orden Seráfica. En 1531, fue fundada la parroquia de Ixtapaluca; el templo parroquial de Coatepec se construyó en 1775. Ixtapaluca fue elegido en 1553 para realizar la reducción de los naturales localizados en los bordes de la zona lacustre, hacia la parte norte. Ayotla se congregó en San Juan Bautista Tlalpizáhuac, en 1554. Durante la evangelización, en 1570, durante la colonia, fue encomienda de Juan de Cuellar, el corregimiento comprendía a Coatepec, Chimalhuacán y Chicoloapan, limitado al sur por Atlipac, Acuautla e Ixtapaluca; hasta fines del periodo colonial se conservaron intactos, Así mismo, Coatepec había sido cuidadosamente distribuido, administrado en un principio por los franciscanos, y más tarde se les entregó a los dominicos, posiblemente su congregación se inició en 1550. En 1592, el pueblo de Ixtapaluca pidió la protección del alcalde mayor, para que los protegiera de los españoles que querían adueñarse de las tierras. Los gobernadores Indígenas apoyaron la congregación para fortalecer el control sobre sus comunidades. La primera congregación se realizó en Coatepec en 1593. En el año 1668 un examen de tierras registró la sede de 13 pueblos anteriores, todos abandonados en la congregación en 1603 en Ixtapaluca y nunca vueltos a ocupar. 

### Época independiente
La situación geográfica del municipio limitó su participación en el movimiento de Independencia, sin embargo hubo un levantamiento en Ayotla por su alcalde El Indio Apolinar, quien fue acusado por Francisco de la Maza, su caso pasó al ramo criminal sentenciándolo el 22 de julio de 1811 a reclusión y servicio por 2 meses en la zanja cuadrada de México quedando trunco cualquier otro intento de libertad. En 1820, Ixtapaluca fue elevado al rango de municipio. El 8 de junio los archiduques, Maximiliano y Carlota visitaron Cholula dirigiéndose después a la hacienda de Zoquiapan donde Íñigo Noriega les obsequió con un almuerzo mientras en la ciudad se llevaba a cabo el arreglo de calles y paseos para recibirlos en la capital. Cuando Modesto de Olaguibel fue gobernador del Estado de México, se suscitó la intervención Norteamericana cuyas tropas se introdujeron al Estado de México en 1847, pasaron por Ixtapaluca rodeando el Lago de Chalco, de ahí, se dirigieron a Tlalpan, pues pensaban atacar Churubusco. El 23 de diciembre de 1858, el batallón de Celaya, se pronunció promulgando el Plan de Ayotla (o Plan de Navidad). En 1861, 2 eran los principales caminos que tenía Ixtapaluca, el primero es el Nacional de México a Veracruz, que atraviesa el pueblo y el otro que va a Texcoco, ambos se conservan medianamente atendidos. De 1861 a 1867, Ayotla fue cabecera municipal por decreto de la Legislatura del Estado, siendo gobernada por el jefe político Quirino Vázquez Guerrero.

### Porfiriato
Durante el gobierno de Porfirio Díaz, los productos de las haciendas de Ixtapaluca se comercializaban en la Ciudad de México, esas mercancías se conducían por el Lago de Chalco utilizando los embarcaderos, que de acuerdo con un plano de Peñafiel, de 1884, se localizaban en Ixtapaluca y la hacienda de Acozac. La importancia que tuvieron las haciendas en Ixtapaluca durante el Porfiriato se debió a la gran producción de maíz, frijol, haba, alfalfa, calabaza y maguey. En 1887, Íñigo Noriega, adquirió la hacienda de Río Frío.

### Revolución
Durante la Revolución mexicana, Emiliano Zapata llega a San Francisco Acuautla en 1914, con la intención de repartir el maíz almacenado en la troje de la hacienda del Carmen, la semilla se repartió entre los habitantes más necesitados, tiempo después incendió la hacienda de San Francisco. Cabe la pena mencionar que en esta época sobresalieron varios campesinos que se unieron a la lucha revolucionaria buscando igualdad y mejores condiciones de vida, destacando así el ejército zapatista por la cercanía con el Estado de Morelos destacando Marcial Carreón Leyva y Marcial Carreón Palma (hijo), quienes fueron parte importante del movimiento zapatista en este municipio alimentando y dando provisiones que obtenían del Ejército federal. Los cuales estaban bajo las órdenes del general Genovevo de la O que era familiar suyo y que al demostrar que eran gente de confianza para los zapatistas recibieron a Emiliano Zapata en su casa de Tlapacoya.

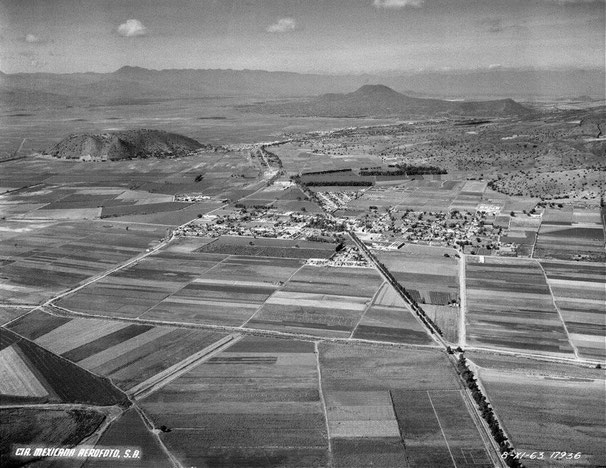
Ixtapaluca Centro en 1963

### Época contemporánea
Después de la Revolución, Ixtapaluca quedó abandonada, después de 5 años y una vez calmados los ánimos sus habitantes regresaron a poblarla; la construcción de la carretera federal en 1924, hizo que el municipio progresara. En 1930 se inició la industrialización con la instalación de la fábrica de yeso “El tigre”, en 1947 fue puesta en servicio, en 1935 inicia la fábrica de refrescos “El número 1”.
La noche del 9 de abril de 1936, veinte militares y ocho policías armados entraron en la hacienda de Santa Bárbara de este municipio, residencia del expresidente Plutarco Elías Calles, quién se encontraba reposando en su cama leyendo “Mi Lucha”, de Adolfo Hitler; le comunicaron que el presidente Lázaro Cárdenas del Río le ordenaba prepararse para salir del país a las siete de la mañana. El 10 de abril fue conducido al Puerto Central aéreo, donde en compañía de otros activos callistas, Luis L. León, Luis N. Morones y Melchor Ortega Camarena; abordó un aeroplano que lo llevó al exilio en la ciudad de San Diego, California en los Estados Unidos. Terminando así con el periodo conocido como Maximato.
En los años 1969 y 1970, se suscitó un movimiento obrero de trascendencia nacional en la Fábrica de Hilados y Tejidos Ayotla Textil, S.A., dando por resultado la liquidación de la gran mayoría de empleados y obreros; En 1967 se introdujo la red telefónica del municipio, en 1973 se entregaron al municipio los planos y proyectos del nuevo palacio municipal. Los últimos veinte años han marcado un proceso de transformación profunda en el municipio, ya que con la entrada del neoliberalismo económico se comienza la construcción de conjuntos habitacionales, al principio pequeños, como San José de La Palma y Geovillas de Ayotla, para finales de 1995 se comienza con el proyecto del Fraccionamiento Los Héroes que constituiría en su momento el conjunto más grande de América Latina con alrededor de 18 mil casas. Este conjunto sería desplazado más tarde por el Conjunto Habitacional San Buenaventura que tras múltiples secciones llegó a acumular 23 mil hogares siendo así el más grande de México. Aparte de estos 2 mega proyectos, existieron también otros no mucho menores, como Geovillas de Santa Bárbara asentada en la exhacienda de Santa Bárbara, propiedad del General Plutarco Elías Calles y San Jerónimo Cuatro vientos con cerca de 15 mil casas.
Esto ha llevado a una gran población que ha ocasionado muchos estragos sobre todo ante la escasa infraestructura y a que gran parte de la población trabaja o estudia fuera del municipio principalmente a la Ciudad de México provocando grandes desplazamientos pendulares característicos de una ciudad dormitorio. La población se incrementó de 180 mil habitantes en 1990, a cerca de 500 mil habitantes en el 2005 según el conteo de población del 2005 de INEGI.

## Cronología de hechos históricos
| AÑO        | ACONTECIMIENTOS |
| 1000 a. C. | Ixtapaluca recibe influencia de Tula. |
| 1286       | Durante su peregrinaje, los mexicas llegaron a Tlapizáhuac, lugar donde algunos decidieron quedarse a vivir. |
| 1483       | En el año ce acatl, inició Tizoc el gran Teocalli, Ahuizotl, lo terminó 7 años después, pidiendo a los pueblos de: Coatlinchán, Coatepec, Iztapallocan, Chimalhuacán, Tepetlaxtoc y Papalotla esclavos para el sacrificio en el estreno del gran Teocalli. Nezahualpilli, para la Hacienda Real reservó los pueblos de: Coatepec, Iztapallocan, Xaltocan, Tepepulco, Zempoallan, Tizayucan, para cobrar los tributos. |
| 1527       | Llegaron los primeros religiosos de la orden Seráfica. Coatepec, pidió la propiedad de los terrenos del paraje Iztapalteyotl y Nopala. |
| 1531       | Fue fundada la parroquia de Ixtapaluca, alcanzando gran importancia. |
| 1543       | Ixtapaluca fue encomienda de Juan de Cuellar, el Virrey Luis de Velasco se la concedió pidiendo a sus habitantes el tributo siguiente: Cada 80 días 15 cargas de ropa, cada 10 días dos gallinas, una de la tierra y otra de Castilla; media fanega de maíz, leña, carbón, huevos, manojos de ocote, 4 indígenas que cuidaran el ganado en la estancia y 5 que cultivaran el maizal. |
| 1552       | Los habitantes de Ixtapaluca fueron nuevamente obligados a pagar tributo por Diego Ramírez, juez de comisión y visitador de su majestad en Nueva España, para entonces el encomendero era Andrés de Cuellar, la tasación consistió en 200 pesos de oro común, 100 gallinas de la tierra, entregando cada tres meses la cuarta parte y cada año el cultivo de 2 sementeras. |
| 1820       | El 5 de diciembre, Ixtapaluca asciende a rango de Municipio. |
| 1916       | Los vecinos de Ayotla, se encuentran comprendidos en el Artículo 3 de la Ley Agraria, del 6 de enero de 1915, por lo que es procedente la dotación de tierras que tienen solicitadas. Esclarecimiento de las alarmantes noticias que sobre zapatistas divulgó el administrador de la Hacienda de Venta Nueva. |
| 1918       | El señor Mariano Miranda, oriundo de Coatepec, fue zapatista, el general Obregón, lo ascendió como militar. Fue capitán segundo de las fuerzas armadas de Zapata; al mando del general Gildardo R. Magaña, cuando este se rindió. Con Álvaro Obregón, le dieron a Miranda el cargo de pagador de los revolucionarios. Los carrancistas quemaron el pueblo de Coatepec; Por ser Zapatista. El 16 de mayo, se expidió un oficio del Superior Consejo Universitario de Educación, relativo a la propuesta que se hizo de la señora Luz Hernández, para profesora de la escuela oficial de niñas de la cabecera, una segunda propuesta que se presentó fue la de la señora Agustina López. El 27 de junio, toma posesión como encargada de la dirección de la escuela oficial de niñas, la señorita Luz Hernández; dándole los lineamientos necesarios para que avise a los padres, lleven a sus niñas, para iniciar la apertura de la institución educativa. El 4 de octubre, el Cabildo de Ixtapaluca, propuso al señor Quintín González para profesor de la escuela oficial de niños, de esta cabecera; no aceptó, informando por oficio al gobierno del estado.         |
| 1920       | El ciudadano Fernando Best, inspector de escuelas de los distritos que conforman el estado de México; pide documentación, que justifique el trabajo de maestro del señor Emiliano Sosa, a quien se le ha propuesto ser director de la escuela oficial de niños, de esta cabecera. |
| 1921       | Se funda la Escuela elemental de San Francisco Acuautla. |
| 1926       | Se hizo la reconstrucción de las escuelas, para niños y niñas, con fondos recabados de la población de Ixtapaluca. |
| 1927       | En Ixtapaluca, se presentó un levantamiento cristero, encabezado por antiguos zapatistas. |
| 1932       | En Ayotla, estaba la estación del ferrocarril frente a la casa del señor Trueba, el jefe de estación era don Gonzálo García. |
| 1933       | Vecinos del pueblo de Río Frío, solicitan que el lugar de su residencia, se eleve a la categoría de municipio. |
| 1935       | En el pueblo de Ayotla, inicia sus trabajos, la fábrica de refrescos "El Número 1", su dueño el señor Gil Fernández. |
| 1947       | Pierre de Ramos, escritor cubano, escribió a Ixtapaluca la novela "Caminito de Cedros" inspirada en el Rancho San José de la Palma, propiedad del señor Silviano Nieto, su musa fue una de las hijas de dicho señor, por su juventud y belleza. |
| 1950       | En este año el municipio, tenía una población total de: 10,796 habitantes, distribuidos de la siguiente manera: pueblos; Ixtapaluca, cabecera municipal con 1,589 habitantes; Ayotla 2,403 habitantes; Coatepec, (pueblo que de acuerdo con la Ley Orgánica creado por Decreto n.º 18 del 7 de agosto de 1824, figuró como cabecera de partido, dependiente del cuarto distrito; que por ese entonces era la Ciudad de México, entre los ocho en que por esos años estaba dividido el estado de México); 884 habitantes; San Francisco Acuautla con 1,351 habitantes; Tlalpizáhuac con 616 habitantes y Tlapacoya con 1 167 habitantes. Ranchos: Amparo 3 habitantes; Córdoba 22; Chililico 48; Jesús María 47; Antigua Santa Bárbara 32; Asunción 13; Canutillo 84; El Crucero 38; Nueva Santa Bárbara 133; El Olivar 6; San Andrés 19, San Jerónimo 28; San José I, con 5; San José II con 2; San Juan con 23; El Vigilante 5; Col. Manuel Ávila Camacho 249; Granja Agrícola Santa Bárbara 141; Santa Cruz 583; Venta Nueva 39; Col. Ejidal Zoquiapan 824; Acuautla con 10; estación del ferrocarril Central Interoceánico en Ayotla 26 y estación Santa Bárbara 17. |
| 1958       | 24 de diciembre, se segrega el pueblo de Río Frío, del municipio de Tlalmanalco y se agrega al de Ixtapaluca, ambos pertenecientes al distrito de Chalco. |
| 1973       | Se entregaron al municipio planos y proyectos del nuevo palacio municipal. |
| 1975       | Destitución, Del C. José Morales González como presidente municipal constitucional, siendo nombrado Presidente Interino, el C. Fermín Alfaro Zadena. |
| 1977       | Obras de drenaje en Tlapacoya, destruyen monumentos arqueológicos, se pide al Instituto Nacional de Antropología e Historia (INAH), enviar antropólogos para el rescate de piezas. |
| 1980       | En Ixtapaluca, existe un Juzgado de Paz. |
| 1988-1990  | Se fomentó la piscicultura con la siembra de carpa en San Francisco Acuautla en la presa de Tejalpa, con 4000 peces y en el Jagüey Guerrero con 2,000; en Coatepec y San Francisco, se sembraron otros 4,000 peces, haciendo un total de 10 000 carpas. En Río Frío fueron sembradas 3,000 truchas. |
| 1989       | Se autoriza, el fraccionamiento para la construcción de vivienda de tipo popular, denominado San José de la Palma, Municipio de Ixtapaluca el 12 de julio. |
| 1990       | El gobernador del estado de México, Lic. Ignacio Pichardo Pagaza autorizó, a través de la Procuraduría de Justicia y de la Subprocuraduría, con sede en el municipio de Amecameca, la instalación de una oficina del Ministerio Público del fuero común, desde el mes de noviembre en la Delegación municipal de Ayotla. |
| 1995       | En las fechas de 4 de enero, 10 de junio, 16 y 23 de agosto, 10 de octubre; el Lic. César Camacho Quiroz, realizó cinco visitas al municipio, en las que inauguró obras de beneficio común. La Lic. María Eugenia San Martín de Camacho, realizó 4 visitas; dando muestras de apoyo y cariño a la comunidad. El 10 de octubre, el Lic. Carlos Rojas Gutiérrez, Secretario de Desarrollo Social, constató el buen desarrollo de los Programas de Vivienda Digna, del gobierno estatal en coordinación con el municipal. El 7 de diciembre se creó la segunda Oficialía del Registro civil en la delegación Tlapacoya. |
| 1996       | El 19 de junio, se creó la tercera Oficialía del Registro Civil, en Villas de Ayotla, municipio de Ixtapaluca. En el concurso de desarrollo integral municipal, Ixtapaluca, ganó el tercer lugar de los municipios de la zona oriente; siendo premiado con ese galardón. |

## Monumentos históricos

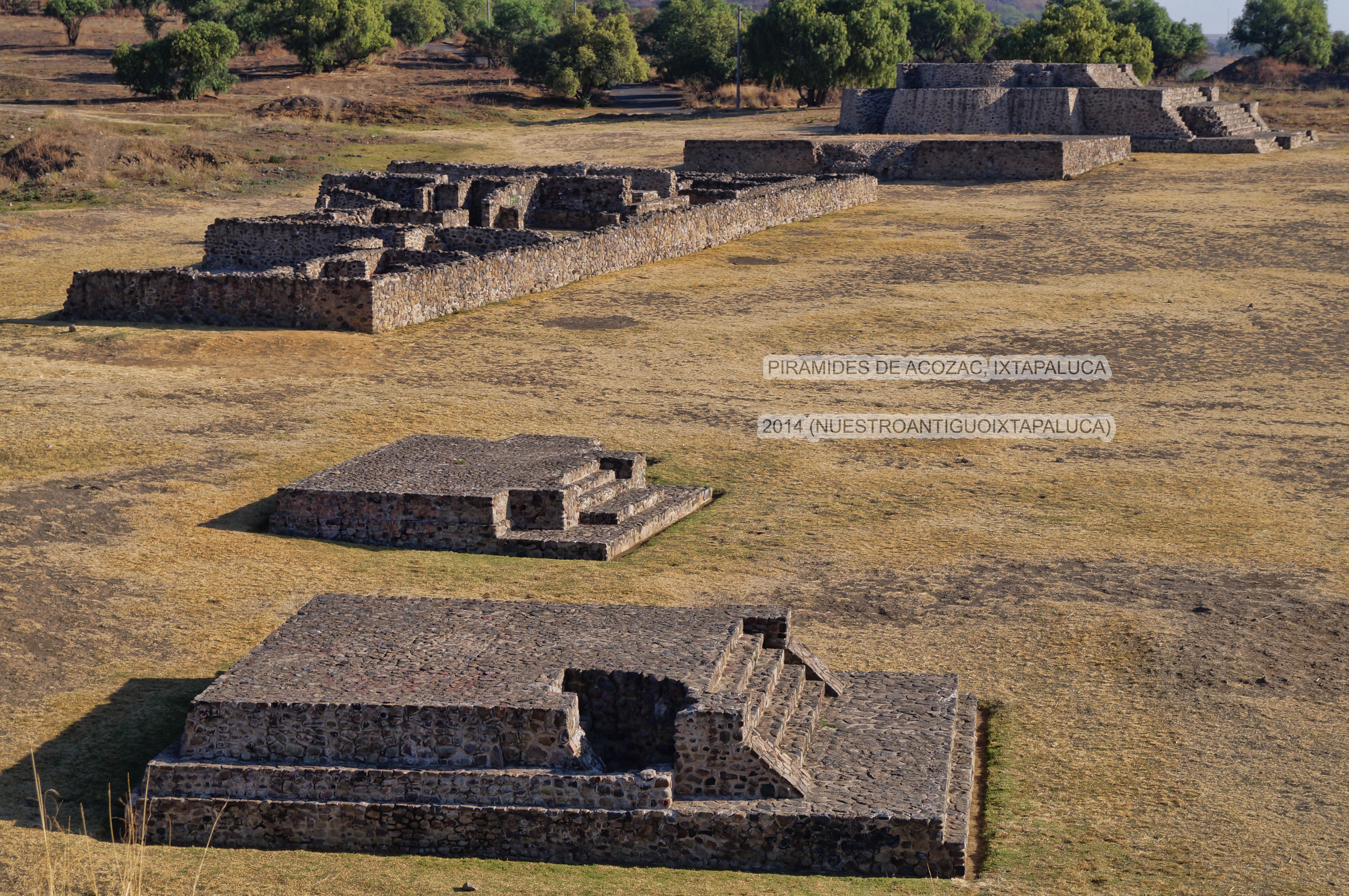
Pirámides de Acozac, Ixtapaluca.

En el territorio municipal existen varias zonas con vestigios prehispánicos entre los que se encuentra la zona arqueológica de Acozac, donde destaca un basamento piramidal redondo dedicado a Ehécatl Quetzalcóatl y un juego de pelota, también se realizaban actos ceremoniales como el sacrificio, fueron parcialmente destruidos ya que no había autoridades resguardando estas pirámides, una de ellas fue destruida en su totalidad y las personas que llegaban a habitar en sus cercanías recogían las piezas históricas (Tepalcates) y se adueñaban de ellas o las destruían. Tlapacoya con un centro ceremonial, destacando como uno de los más importantes de Mesoamérica, que también servía como alarma para la ciudad de Tenochtitlán ya que cuando se aproximaba gente desconocida, los sacerdotes que se encontraban ahí estaban encargados de ir a avisarles de su llegada. En Tlalpizáhuac fue descubierto un sitio arqueológico en 1987, cuando se realizaban trabajos de urbanización en la comunidad de San José Chalco; Se encontraron vestigios de alguna cultura que al parecer el (INAH) investigó y se intentó un rescate arqueológico. Sin embargo este no se pudo llevar a cabo, encontrándose actualmente esta área abandonada; En los últimos años se ha observado el continuo deterioro de este vestigio, ya que los colonos de Citlalmina han utilizado los alrededores como sitio para sus eventos sociales, sin contribuir a su cuidado, violando la Ley Federal sobre Monumentos y Zonas Arqueológicos, Artísticos e Históricos, por estas circunstancias se hay perdido esta zona arqueológica que forma parte del patrimonio nacional.
El sitio se ubica cronológicamente en el denominado segundo intermedio, fase I 750-900 d. C. y fase II, 950-1150 d. C. y su rescate inició en 1987. En la explanada municipal (Andador municipal) se encuentra una estatua en memoria del maestro Telesforo Roldán Yáñez.

## Monumentos coloniales

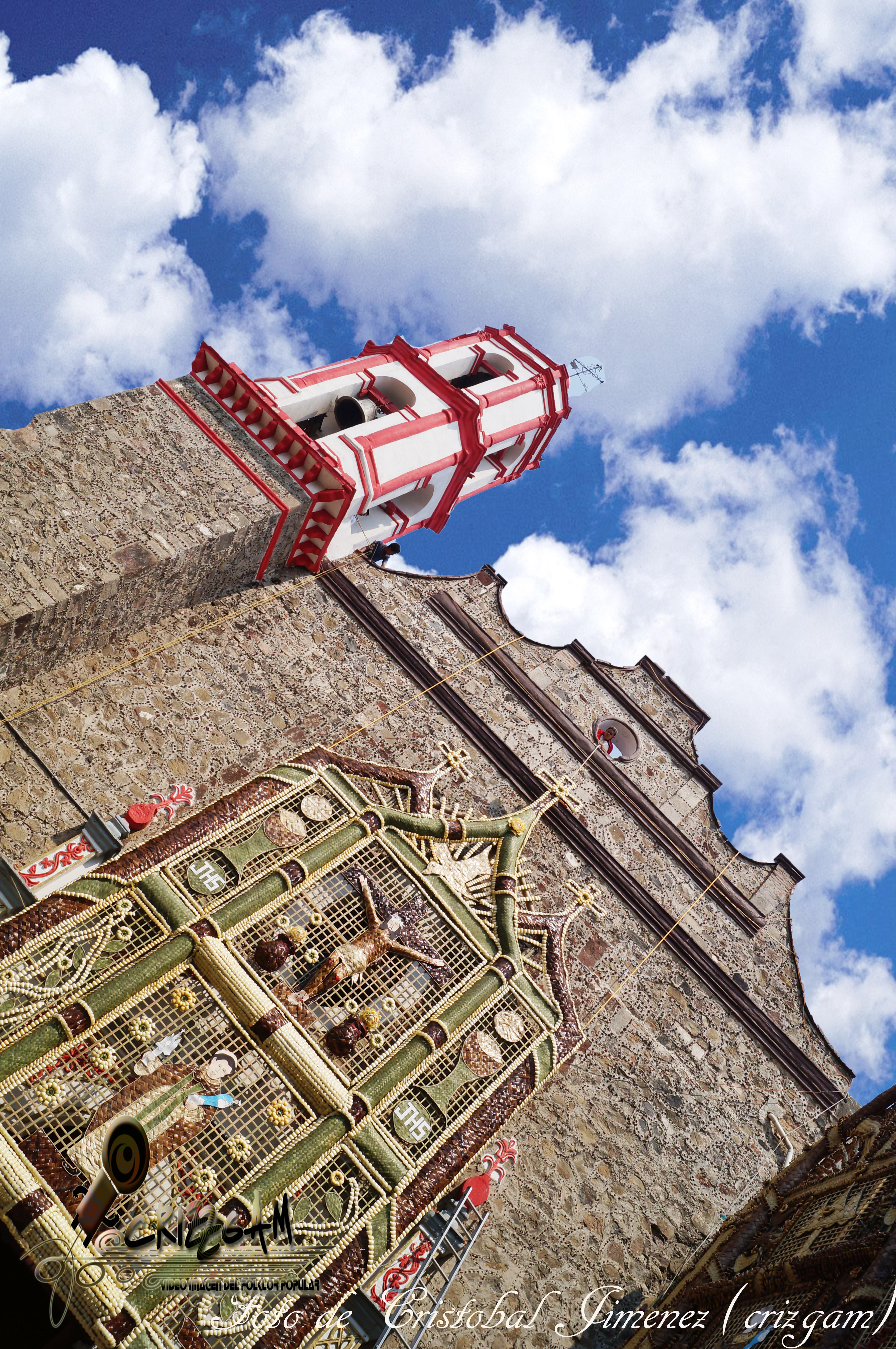
Parroquia de San Jacinto

Entre los monumentos coloniales del municipio se encuentra la parroquia en honor a San Jacinto, en la cabecera municipal de Ixtapaluca, 1531; iglesia del Rosario Coatepec de 1775, construida sobre un adoratorio dedicado a Quetzalcóatl, siglo XVII; iglesia de Ayotla de 1875. La casa habitación del siglo XIX, ubicada en Municipio libre s/n, Rancho Guadalupe, siglo XIX; Panteón municipal 1910; Casa habitación de Ayotla, siglo XX, ubicada en avenida Cuauhtémoc n.º 41. Presas Tejalpa, Chihuahua en San Francisco Acuautla del siglo XVIII, exhacienda de San Francisco, siglo XVIII; puentes Azizintla, Almazán y Puente Cuate, siglo XX.

## Política y gobierno
El órgano superior de gobierno en el municipio es el Ayuntamiento, está integrado por un presidente municipal, dos síndicos y doce regidores; siete electos por el principio de mayoría relativa y cinco por representación proporcional. 
Los funcionarios integrantes del ayuntamiento son electos para un periodo de tres años y entran en funciones cada día 1° de enero  del año siguiente a la elección.

### Administración pública municipal
El ayuntamiento se auxilia de las siguientes dependencias:
Direcciones
- Oficina de la Presidencia
- Secretaría del Ayuntamiento
- Dirección de Gobierno
- Dirección de Administración y Finanzas
- Órgano Interno de Control Municipal
- Dirección General de Seguridad y Prevención Ciudadana
- Dirección de Desarrollo Territorial y Urbano
- Dirección de Ecología
- Dirección de Fomento y Desarrollo Económico
- Dirección de Turismo
- Dirección de Infraestructura y Obras Públicas
- Dirección de Asuntos Jurídicos
- Dirección de Educación
- Dirección de Cultura
- Dirección de Salud
- Dirección de Bienestar e Inclusión Social
- Dirección de Desarrollo Rural
- Cronista municipal y Consejo de la Crónica municipal
- Unidad de Transparencia y acceso a la Información Pública
- Dirección de Planeación, Programación y Evaluación
- Dirección de Servicios Públicos
- Instituto municipal para la Atención de la Juventud
- Instituto de la Mujer para la Igualdad Sustantiva
- Defensoría municipal de Derechos Humanos
- Dirección de Asuntos Indígenas y Atención a la Población Afromexicana

Coordinaciones
- Coordinación municipal de Protección Civil y Atención a Riesgos
- Coordinación municipal de Mejora Regulatoria
- Coordinación de Comunicación Social y Eventos Institucionales

Además cuenta con los siguientes organismos descentralizados:
- Sistema municipal para el Desarrollo Integral de la Familia (DIF)
- Organismo Público Descentralizado de Agua Potable, Alcantarillado y Saneamiento (OPDAPAS)
- Instituto municipal de Cultura Física y Deporte (IMCUFIDE)

### Autoridades auxiliares
El municipio para su gobierno, organización política y administración interna cuenta con: Delegados, subdelegados, jefes de manzana y comités de participación ciudadana; Son propuestos por los miembros del ayuntamiento y se eligen por elección popular, en los términos que señale la Ley Orgánica municipal, el municipio cuenta con 8 delegaciones, una cabecera municipal, 19 subdelegaciones, 38 consejos de participación ciudadana, con igual número de colonias, sectores o secciones.
Los grupos VE-VI "Vecino Vigilante", un binomio entre la ciudadanía y seguridad pública, cuenta a la fecha con el apoyo de autoridades auxiliares para garantizar una seguridad más eficiente.

### Representación legislativa
Para la elección de diputados locales y federales, el territorio municipal se encuentra dividido en distritos electorales de la siguiente manera:
Local
- Distrito Local 40 del Estado de México, con cabecera en Ixtapaluca Centro.
- Distrito Local 28 del Estado de México, con cabecera en Amecameca de Juárez.

Federal
- Distrito Federal 12 del Estado de México, con cabecera en Ixtapaluca Centro.
- Distrito Federal 21 del Estado de México, con cabecera en Amecameca de Juárez.

### Presidentes Municipales
| Presidente municipal               | Partido político | Periodo     |
| ---------------------------------- | ---------------- | ----------- |
| Francisco Sosa                     |                  | 1940 - 1941 |
| Luis Higuera                       |                  | 1941 - 1941 |
| Florentino Trejo B.                |                  | 1942 - 1943 |
| Marciano Trueba Ruiz               |                  | 1943 - 1945 |
| José Madariaga Trejo               |                  | 1945 - 1947 |
| Florentino Trejo B.                |                  | 1947 - 1948 |
| Rodolfo García A.                  |                  | 1948 - 1948 |
| Cristóbal B. Valdez                |                  | 1948 - 1951 |
| Rodolfo Nieto Arvizu               |                  | 1951 - 1954 |
| Moisés Caballero Morales           |                  | 1954 - 1957 |
| Guillermo Sánchez Marqués          |                  | 1957 - 1960 |
| Eduardo Viveros E. de los Monteros |                  | 1960 - 1963 |
| Mariano Garrido Trejo              |                  | 1963 - 1966 |
| Rodolfo Nieto Arvizu               |                  | 1966 - 1969 |
| Filiberto González Guevara         |                  | 1969 - 1972 |
| José Morales González              |                  | 1972 - 1974 |
| Maximiliano Romero Rocha           |                  | 1974 - 1974 |
| Fermín Alfaro Cadena               |                  | 1974 - 1975 |
| Mariano Garrido Trejo              |                  | 1975 - 1978 |
| Liborio Lazcano Leyva              |                  | 1978 - 1981 |
| Eduardo Viveros E. de los Monteros |                  | 1981 - 1984 |
| Carlos Isaías Pérez Arizmendi      |                  | 1984 - 1987 |
| Manuel Alberto Medina Sansores     |                  | 1987 - 1990 |
| Francisco Maldonado Ruiz           |                  | 1990 - 1992 |
| Juan Martínez Delgadillo           |                  | 1993 - 1994 |
| Juan Antonio Soberanes Lara        |                  | 1994 - 1996 |
| Fernando Fernández García          |                  | 1997 - 2000 |
| Alberto Maldonado Ruiz             |                  | 2000 - 2003 |
| Armando Corona Rivera              |                  | 2003 - 2006 |
| Mario Moreno Conrado               |                  | 2007 - 2009 |
| Refugio Ricardo González Espinosa  |                  | 2009 - 2009 |
| Humberto Carlo Navarro de Alba     |                  | 2010 - 2012 |
| Maricela Serrano Hernández         |                  | 2013 - 2015 |
| Carlos Enríquez Santos             |                  | 2016 - 2018 |
| Yessica Saraí González Figueroa    |                  | 2018 - 2018 |
| Maricela Serrano Hernández         |                  | 2019 - 2021 |
| Felipe Rafael Arvizu de la Luz     |                  | 2022 - 2024 |

### Cronistas Municipales de Ixtapaluca
| Cronista municipal de Ixtapaluca                                                         | Periodo             | Sociedad a la que pertenecen                                 | Consejo de la crónica municipal de Ixtapaluca |
| ---------------------------------------------------------------------------------------- | ------------------- | ------------------------------------------------------------ | --------------------------------------------- |
| Primer cronista municipal de Ixtapaluca El Profesor : Telesforo Roldán Yáñez             | 1985 - 1994         | NINGUNA                                                      | No existe registro                            |
| Segundo cronista municipal de Ixtapaluca La Profesora : Ana María Vargas Contreras       | 1994 - 2021         | AMECROM - Asociación Mexiquense de Cronistas Municipales     | No existe registro                            |
| Tercer cronista municipal de Ixtapaluca El Ingeniero Arquitecto : Juan Jiménez Gutiérrez | 2022 - EN FUNCIONES | SOCROMEX- Sociedad de Cronistas Municipales Estado de México | Primer Consejo de la crónica municipal        |

El cronista municipal es reconocido por el H. Ayuntamiento municipal en una acta de cabildo y nombramiento en el periodo existente y es el encargado de llevar el registro escrito del acontecer histórico local, que preserve y fomente la identidad de los pobladores con su municipio y con el Estado y que supervise el archivo de los documentos históricos municipales, cada cronista municipal tiene la obligación de tener un Consejo de la crónica municipal. 

## Economía
En Ixtapaluca, existen 16 mil 773 unidades económicas, según el censo económico del año 2014 del INEGI; las cuales se dividen de la siguiente manera. De acuerdo con el censo de Población y Vivienda 2020 del INEGI, estima que la Población Económicamente Activa (PEA) es de 272 440 personas distribuidas en 159 343 hombres y 113 097 mujeres (58,49 y 41,51% respectivamente), representando el 50,25% de la población total del municipio. Son considerados Población Económicamente Inactiva (no pertenecen a la PEA) aquellas personas en edad de trabajar, que no trabajan y no desean trabajar. También se incluyen aquellas que no trabajan, desean trabajar pero no buscan activamente un empleo (desempleo oculto). En Ixtapaluca, según la Encuesta Intercensal del INEGI del 2015, hay 387 mil 374 habitantes (78% del total de la población municipal) en edad de 12 años y más en condiciones de laborar, de los cuales 187 mil 881 son hombres y 199 mil 493 son mujeres, lo que representa 48.5% y 51.5% de este estrato de la población respectivamente.

### Comercio
En la actualidad, el comercio es una parte vital dentro de la estructura económica, de acuerdo con los ingresos que aporta al gobierno municipal, por tal motivo se formó el padrón de comerciantes y el ordenamiento del tianguis; Ixtapaluca cuenta con 20 mercados públicos, en los cuales se contemplan mil 848 locales, además de contar con 8 mercados privados, en los cuales hay 594 locales; 3 Bodegas Aurrera, 1 bodega de Comercial Mexicana; Soriana Mercado, Plaza Estrella, Plaza Ixtapaluca, Plaza Galerías Ixtapaluca, varios OXXO, City Club, Soriana Híper, 2 Suburbia, Walmart, Cine Magic, 2 Cinépolis, 2 Cinemex, McDonald's, Vips, Plaza los Héroes, El Portón, Kentucky Fried Chicken (KFC), Waldo’s, Burger King, Agencias automotrices (Chevrolet, Honda, Kia, Nissan,  Renault, Volkswagen, etc.) y 1 Sam's Club.

### Agricultura
Las actividades agrícolas de Ixtapaluca ocupa 5 mil 194 hectáreas, de las cuales 82,01% es de temporal y 17,99% es de riego. El principal cultivo es el de trigo, que ocupa 2 mil 130 hectáreas, generando 4 mil 260 toneladas al año, es importante mencionar que en el comparativo con la producción de este grano con el Estado de México la producción de Ixtapaluca representa 20% de la producción total estatal.

## Servicios públicos

### Seguridad
En el año de 2013, el Municipio se encontraba entre los primeros Municipios del Estado de México, en cuanto a índice delictivo; Al mes de diciembre de 2015, se ubicó en el lugar número 72 de 125 Municipios, de acuerdo con el último informe de la Comisión Estatal de Seguridad Ciudadana. Debido a la alta incidencia de violencia de género desde 2015 la Secretaría de Gobernación de México declaró Alerta de Violencia de Género contra las Mujeres en este municipio. A la fecha han entrando en vigor los grupos VE-VI "Vecino Vigilante", los cuales están creando un binomio entre la ciudadanía y seguridad pública para lograr dar mayor seguridad en el municipio de Ixtapaluca.

## Transporte
Ixtapaluca cuenta con una longitud de red carretera de 73,85 kilómetros, siendo de cuota 29,2 kilómetros de la autopista federal México-Puebla y 13,11 kilómetros del Circuito Exterior Mexiquense.

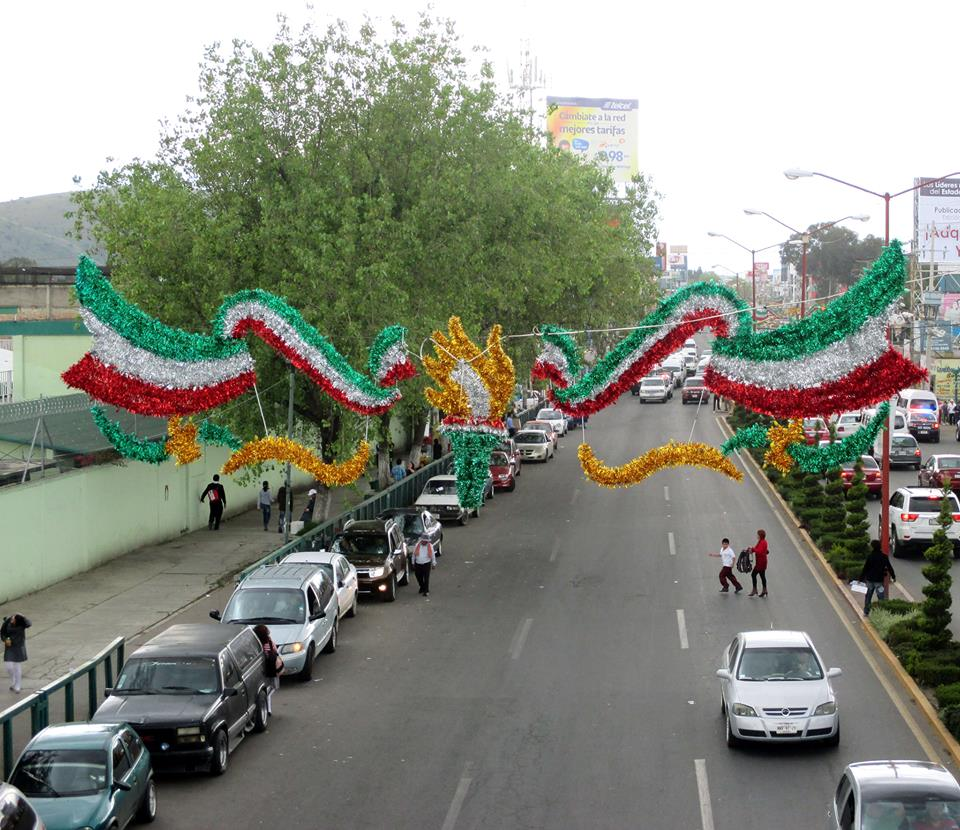
Bulevar Cuauhtémoc/carretera Federal México-Puebla.

El movimiento de la población local se satisfacen principalmente por los servicios de transporte público, estructurados por un lado, en rutas alimentadoras hacia los puntos de transferencia, en donde se transborda hacia el servicio que comunica con las estaciones del Metro de la Ciudad de México, o a otros sitios de transferencia. Por otro lado, existen rutas directas a los destinos señalados fuera del municipio, que enlazan desde el poblado de Coatepec y desde las colonias del oriente del cerro del Elefante, Chalco, La Paz y Chicoloapan en el Estado de México y cabe mencionar que, el transporte en el estado de México es uno de los más caros de la República Mexicana. Para ambos esquemas, el parque vehicular tiene los siguientes inventarios:
- Línea San Francisco, que enlaza desde Coatepec hasta la estación Zaragoza del metro, con 100 autobuses del tipo suburbano.
- Línea Santa María Aztahuacán, que enlaza el centro del Municipio con la estación del Metro Balbuena, que tiene aproximadamente 100 autobuses del tipo suburbano.
- Servicio de combis y microbuses Rutas 28, 36, 50, 98 y 99 que enlazan desde los nuevos fraccionamientos del oriente del Municipio hasta las estaciones del Metro en La Paz, Santa Marta y Aeropuerto, prestando el servicio son aproximadamente 5 mil unidades.
- Servicio local de taxis (Sitios Unidos Hidalgo) que presta el servicio con 500 unidades.
- Bicitaxis que prestan el servicio en todo el Municipio mediante 7 agrupaciones con un total de 1 mil 357 unidades.
- Taxis no autorizados denominados "piratas" que prestan servicio local con automóviles y motos sin que se tenga un registro preciso de ellos.
- Servicio de transporte a universitario: 5 unidades para la UNAM (Ixtapuma), 2 unidades para el IPN y 2 unidades para la UAM.

En conjunto, el servicio público de pasajeros supera las 8 mil unidades, que invariablemente cruzan o circulan por los ejes viales oriente-poniente del Municipio y que no están suficientemente regulados o controlados en su operación. Por ello, en los sitios de transferencia del modo de transporte, es común que hagan paradas en lugares inconvenientes o que ocupen para el descenso y ascenso de pasaje, más de un carril de circulación, o que permanezcan estacionados en las vialidades, reduciendo la sección vial para la circulación. La infraestructura en vías de comunicación en el municipio de Ixtapaluca es insuficiente, escasa, toda vez este municipio era de paso entre la Ciudad de México y el Estado de Puebla. La carretera federal México-Puebla es la principal vía de enlace al municipio. La autopista (o carretera de cuota) conecta los municipios de Valle de Chalco Solidaridad y Chalco con la Ciudad de México. Al fraccionarse Ixtapaluca, con las diversas unidades de interés social, no se planearon vías de comunicación ni infraestructura carretera o de transporte público. La carretera federal México-Puebla tiene varios tramos donde solo son dos carriles de cada lado de circulación por lo cual, el municipio que está a unos kilómetros de la Ciudad de México, tarda una hora en su enlace con el mismo.

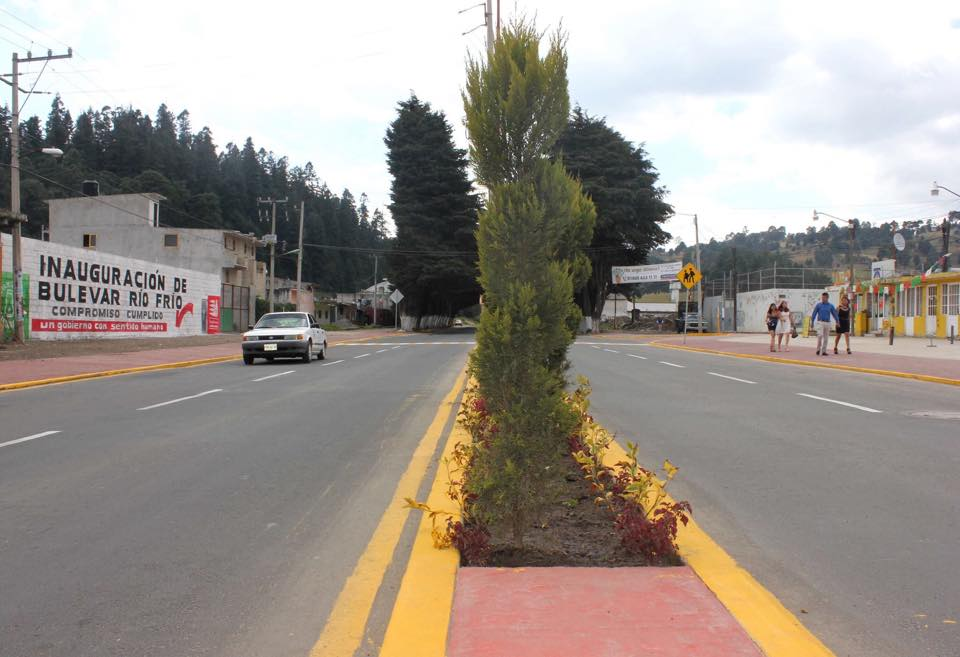
Bulevar Río Frío, Ixtapaluca.

Ixtapaluca es un municipio que se encuentra ubicado entre las carreteras nacionales México-Puebla y México-Cuautla, a una distancia de 7,5 km de Chalco, 32 km de la CDMX y a 110 km de Toluca, está al oriente de la ciudad y debido al gran crecimiento de la zona urbana mucha población ha migrado hacia esta localidad.

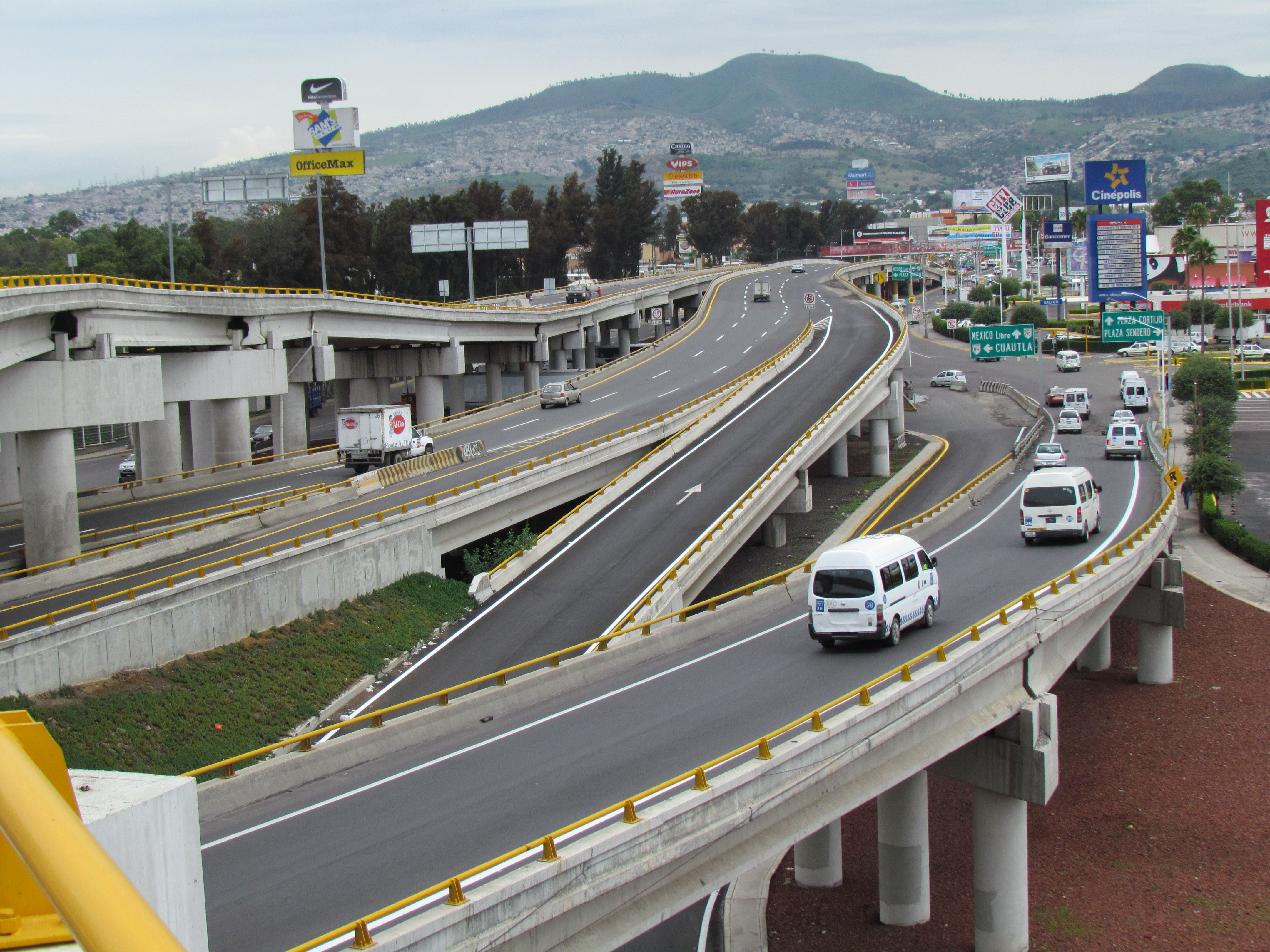
Distribuidor vial de Ixtapaluca

Debido al incremento de la población en los últimos años el transporte público es insuficiente para los habitantes de la entidad, el gobierno capitalino tanto como el estatal han dado luz verde al proyecto de la ampliación de seis estaciones de paso y una terminal para llevar la Línea A de La Paz a Chalco que tendrá un costo de 11 599 millones de pesos y podría estar terminada en el primer semestre de 2017; Su construcción ocuparía un tramo de la salida a la carretera federal México-Puebla y 12,9 kilómetros de la autopista. Las autoridades prevén que ese servicio beneficie a cerca de 200 mil usuarios por día, que se sumarían a los 380 mil que son atenidos actualmente en la Línea A. Actualmente la ejecución de esta construcción sigue pendiente.  
También el Sistema de Transporte Colectivo (STC) Metro informó que convocó tres licitaciones públicas nacionales para iniciar los trabajos de re nivelación en la Línea A con origen-destino Metro Pantitlán-La Paz, con base en los resultados de los análisis de la UNAM se inicia el proceso de licitación para llevar a cabo las obras de rehabilitación del cajón estructural en tramos dañados, así como la reconstrucción de juntas de expansión y construcción de la Línea A, en los tramos de Peñón Viejo a Acatitla y de Santa Marta a Los Reyes. Además, para la contratación del proveedor que suministre y coloque tablestacas metálicas para confinamiento del cajón estructural de la Línea A, trabajos que tienen como propósito que las tablestacas confinen el suelo bajo el cajón, al tiempo que ayudan a estabilizarlo y a evitar que las grietas de la zona generen daños a la infraestructura de la Línea A. La tercera Licitación Pública Nacional relativa a la Línea A es para corregir el trazo y perfil de la vía entre Pantitlán y La Paz, lo que incluye la re nivelación de la vía para que quede en condiciones adecuadas para la prestación del servicio. La Línea A fue inaugurada el 12 de agosto de 1991, con 10 estaciones y atiende principalmente a habitantes de la zona oriente del Valle de México y se estima que más del 45% de los usuarios vienen del Estado de México principalmente de los municipios de Los Reyes-La Paz, Ixtapaluca, Chimalhuacán, San Vicente Chicoloapan y Texcoco, así como de la delegación Iztapalapa y está programada su ampliación hasta el municipio de Chalco.
Cuenta con el distribuidor vial Ixtapaluca-Chalco, inaugurado por el Presidente de la República, el Lic. Enrique Peña Nieto y el gobernador del estado Eruviel Ávila, este distribuidor ha ayudado a resolver uno de los mayores caos viales que existía en este municipio al tener en intersección la carretera federal México-Cuautla y la autopista México-Puebla donde fluían cientos de automóviles generando atrasos en los tiempos de transportes de miles de pobladores de Ixtapaluca y Chalco, con esto nuevo distribuidor ha minorizado enormemente el tiempo de traslado de los pobladores de estos municipios.
A partir de enero de 2022 se buscó desarrollar el Trolebús Chalco-Santa Marta, un proyecto de infraestructura necesaria para mejorar la conectividad con la Ciudad de México, y el cual continúa su construcción hasta la fecha. La obra de infraestructura comenzó a planearse en agosto de 2021 con el lanzamiento de una licitación nacional por parte del gobierno del Estado de México. La empresa ganadora del proyecto fue La Peninsular Compañía en consorcio con Alcance Total, que deberá terminar el proyecto en 478 días naturales. La obra, que medirá 18,4 kilómetros de longitud, tendrá un costo de 7 373 millones de pesos, indica la propuesta económica de la empresa a la que se le adjudicó el contrato. Partirá de una nueva estación en Santa Martha, alcaldía Iztapalapa, que será edificada sobre un viaducto elevado a lado de la estación del Metro y pasará por 13 estaciones intermedias hasta llegar a Chalco. El trayecto cruzará las alcaldías Iztapalapa y Tláhuac en la Ciudad de México, así como los municipios mexiquenses de Chalco, Valle de Chalco Solidaridad, Ixtapaluca y Los Reyes La Paz.

## Cultura
En el cerro del Tejolote, existe la Escuela de Bellas Artes (EBA), que cuenta con danza, pintura, teatro, música, etc. La sección de música, que se llama "Escuela casa de música" cuenta con clases de piano, violín, viola, violonchelo, contrabajo, flauta dulce y transversal, oboe, clarinete, saxofón, trompeta, corno, tuba, trombón, guitarra y percusiones, además de las clases de solfeo, coro y apreciación musical, si piensas estudiar la licenciatura tendrás armonía, contrapunto.
Como ya es mencionado cuenta con Talleres, Técnico y la Licenciatura, la escuela cuenta con profesores de alto nivel, egresados de escuelas con muy alto reconocimiento como la Escuela Superior de Bellas Artes, Facultad de Música, además de que existen profesores mexicanos con estudios extranjeros como de París y Rusia, también existen profesores rusos. 
En Coatepec, existe la danza de los arcos, que conservó el señor Juan Mecalco, la enseñó a maestros, niños y jóvenes de la cabecera municipal y de su comunidad. La presentan en octubre que es la fiesta patronal de Nuestra Señora del Rosario en Coatepec. La vestimenta consiste en: Las mujeres llevan un vestido blanco, huaraches, un tocado adornado con espejos, listones, lentejuelas y otras cuentas brillantes; Los hombres llevan pantalón y camisa blanca, huaraches, tocado, pañoletas rojas ambos, un arco de varas flexibles que se adorna con flores de papel de colores fuertes.
En Tlalpizáhuac, existen comparsas que participan cada año en las fiestas patronales quienes son nombradas como Los amarillos, siendo estos los primeros en realizar este tipo de eventos en la localidad con más de 40 años de tradición Los Dorados y Los Plateados; Dichas comparsas se unen para desplazarse entre las calles de la localidad realizando bailes típicos regionales. Al recorrer la zona todas las personas tienen la costumbre de ofrecerles alojamiento en su casa y proporcionarles alimento y bebida a cambio de un baile regional, es una costumbre típica del Pueblo de Tlalpizáhuac, cabe mencionar que cada año estas comparsas utilizan su traje de charro con sombrero con el color de acuerdo con su nombre de cada grupo: Dorado o Plateado, lo que les da la identidad y el reconocimiento entre la comunidad.
En el año 2011 se crea la primera página Cultural en Facebook fiestas patronales Ixtapaluca y en el año 2012 se funda el proyecto Nuestro Antiguo Ixtapaluca Chalco con el apoyo del cronista municipal de Ixtapaluca. 
En 2012 surge Viviendo Nuestras Tradiciones Ixtapaluca, un grupo de promoción cultural dedicado a preservar, rescatar y promover los usos y costumbres del municipio, en asociación con el INAH, Seminario Permanente de Estudios de la Fiesta en México.
El municipio cuenta con diversas bibliotecas públicas que sirven como apoyo a la educación de los habitantes de dicho municipio, como:
•Prof. Ramírez Castañeda 
•Plutarco Elías Calles
•Fray Martín Valencia
•Tlapacoya
•Profra. Beatriz Hampson Esquivel
•José María Velasco
•Calmécac
•San Francisco Acuautla

## Deporte
En el municipio de Ixtapaluca existen 69 Unidades deportivas, 10 Gimnasios Polivalentes, 4 Albercas Semíolimpicas Para buscar y apoyar al talento deportivo en Ixtapaluca, el gobierno local creó la Dirección del Instituto Municipal de Cultura Física y Deporte.

## Medio físico natural
Ixtapaluca, como cabecera municipal tiene por su propia conformación y su “cercanía” a la zona conurbada de la Ciudad de México, altos índices de contaminación ambiental, aun cuando en el área correspondiente al Plan Parcial no se presentan problemas graves, que no sean los de la tala clandestina, particularmente en la zona alta, localizada al norte de la carretera de cuota México-Puebla, la cual divide al terreno.
También se presentan algunos problemas de erosión derivados de la tala, por lo que sería conveniente establecer diversos mecanismos para evitarla y mantener mejores condiciones ambientales para el futuro, en este tema tiene especial relevancia la Secretaría del Medio Ambiente y Recursos Naturales (SEMARNAT), la que deberá incrementar las acciones que tiene a su cargo para evitar la tala clandestina y propiciar la industria maderera.

## Urbanización
Los agentes sociales que hicieron de Ixtapaluca una de la periferias del continuum de la Ciudad de México, de un espacio rural a uno urbano, en tan sólo tres décadas del siglo pasado, traduce el rompimiento de patrones de forma de cotidianidad para los pobladores campiranos del municipio. De hecho la infraestructura moderna ha ido quitándole la armonía campirana que distinguía a Ixtapaluca como provincia: por lo que se ha sumergido en la vorágine de la expansión urbana, que poco a poco lapida las actuales y futuras generaciones, arrancándole las tradiciones y costumbres que emanaban del pueblo ixtapaluquense.

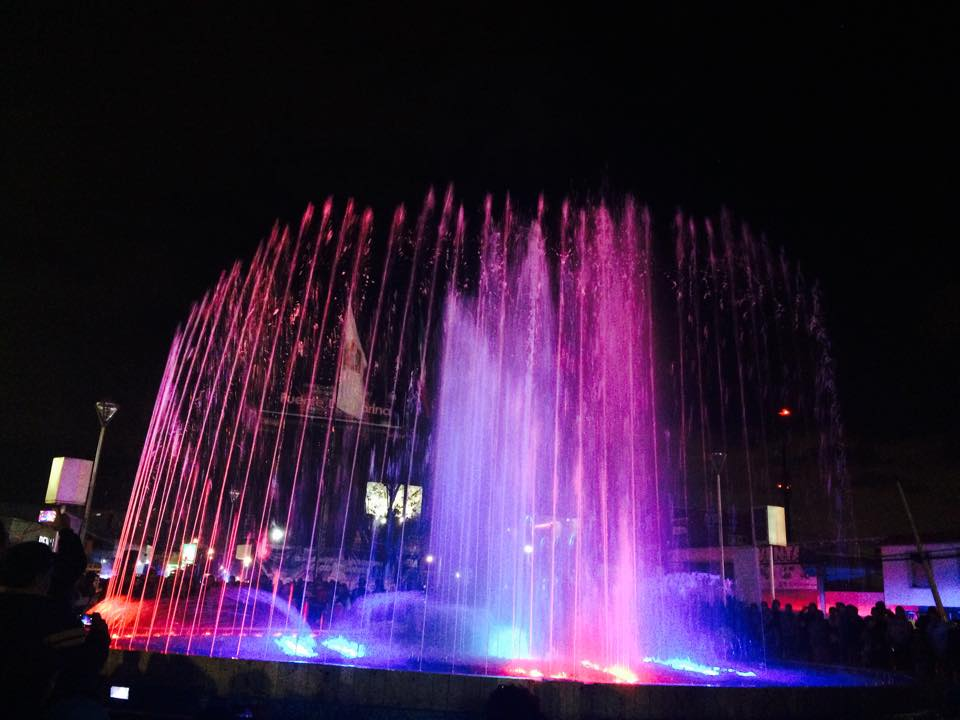
Fuente Danzarina, ubicada en la Colonia Geovillas de Santa Bárbara sobre el bulevar Cuauhtémoc/carretera Federal México-Puebla, es un ejemplo de urbanización.

La Ciudad de México, durante los años 40 y 50, comenzó a expandirse notablemente hacia el exterior debido a la migración de esos años a esta zona, creando con el tiempo una periferia como lo fueron en su momento algunas zonas de las delegaciones: Iztacalco o Iztapalapa; por mencionar las de la zona oriente. Ya en los años 70, estas zonas se construyeron como parte integral de la zona urbana de la Ciudad de México. Por lo tanto al paso del tiempo, la expansión de la mancha urbana se dirigió a ciertos municipios del estado de México, como Naucalpan, Ecatepec, Tlalnepantla, Nezahualcóyotl, y posteriormente hacia Ixtapaluca, Chalco, Texcoco y Chicoloapan. Lugares en donde se asentaron los sectores de bajos estratos. El aspecto industrial, fue importante porque a partir de 1950 los municipios de Tlalnepantla y Naucalpan, comenzaron a recibir al sector industrial y con ello una creciente población migrante demandante de empleo y vivienda, que construyó la base del crecimiento urbano. Sin embargo la industrialización y urbanización de esos municipios, no siempre se gestó bajo un régimen de planeación, sino que se fue dando al libre albedrío, esto es, en el caso del crecimiento urbano muchas veces este se dio cerca de los parques industriales, absorbiéndolos por completo y en muchos otros, tal crecimiento se dio en zonas de difícil acceso a los servicios urbanos (como agua, luz, drenajes, entre otros).
Esta situación comenzó a ser aguda con el paso de los años, y no fue hasta la segunda mitad de los años 70, que el Estado comenzó a planificar el crecimiento urbano y la diferenciación industrial a través de acciones concretas, tales como la Ley General de Asentamientos Humanos (LGAH), que constituyó el marco jurídico institucional, para la planeación y ordenación de la población; así como de las diferentes actividades económicas, principalmente la industrial. Sin embargo el proceso de crecimiento urbano, estaba dado y muy difícilmente se detendría. Desde la década de los 70, y 80 el crecimiento de la mancha urbana en la Zona Metropolitana del Valle de México (ZMVM) continúo, formando parte de esta mancha en municipios como Ixtapaluca, Chalco, Chicoloapan, Chiconcuac y Tecámac.

## Aspectos socioeconómicos
El Plan municipal de Desarrollo Urbano señala que el municipio de Ixtapaluca tiene, entre sus principales características de poblamiento, el hecho de que es un municipio receptor de migraciones, situación que hace que exista una gran presión para ocupar nuevas tierras, baste decir que durante las últimas dos décadas en el municipio se construyeran más de 70 000 viviendas en grandes fraccionamientos, lo que hizo que para el año 2015 en el territorio de Ixtapaluca se concentrara un total de 128 mil 859 viviendas, las cuales representan 3.1% del total de las que tiene el Estado de México y 0,04% del total que tiene el país, asimismo, el censo de Población y Vivienda 2020 del INEGI, registró una población de 542 211 habitantes. Que representan el 3,19% de la población estatal. Desde el punto de vista de la localización física, se observa una gran concentración en la Cabecera municipal y una gran dispersión en el resto del territorio.

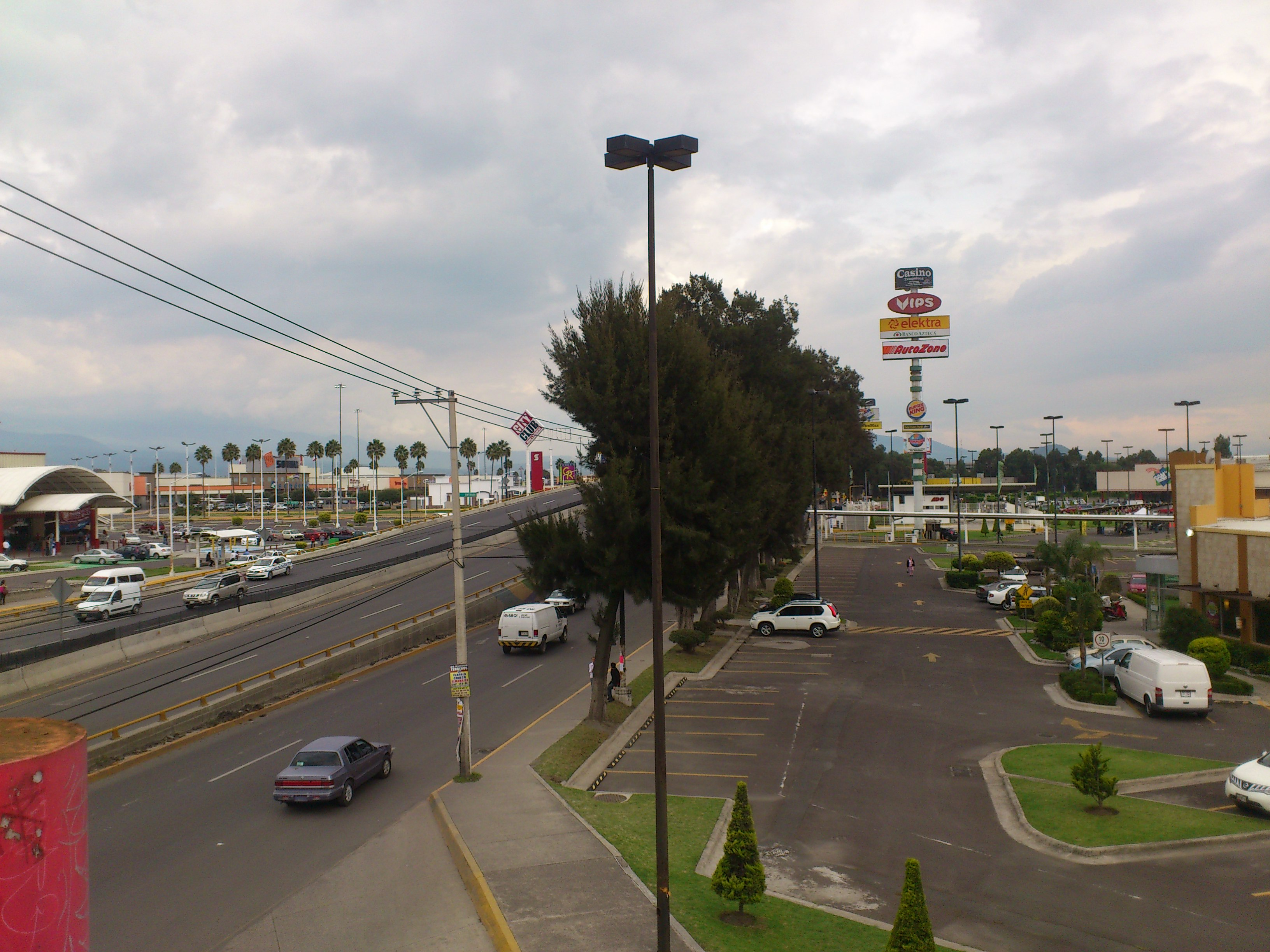
Mancha urbana: Centros Comerciales.

Esta información señala que en los próximos años se continuará con una demanda muy importante de suelo para atender las necesidades de la población local y migrante. Respecto a la estructura poblacional, el propio Plan municipal de desarrollo urbano señala que existe una base muy amplia de la población en condiciones de ser productiva, que igualmente demandan servicios de salud, deporte, recreación y primordialmente empleo.
El grado de marginación del Municipio de Ixtapaluca, según cifras oficiales del año 2010, dado que no hay índices de medición actuales por parte del Consejo Nacional de Evaluación de la Política de Desarrollo Social (CONEVAL); Arrojan que el índice es muy bajo y corresponde al -1.52 % para ese mismo año; por lo que este Municipio ocupa la posición 2 mil 251 de 2 mil 456 municipios del país.
En los años 70s existían grandes fábricas (como la Fábrica Textiles de Ayotla S.A. y El Pilar). Estas empresas daban trabajo a un gran número de personas que llegaban los pueblos aledaños e incluso desde la Ciudad de México. Los dirigentes invirtieron en vivienda para sus empleados, así se crearon dos de los primeros fraccionamientos: Izcalli y José de la Mora. Los vestigios de la fábrica Textil de Ayotla, hoy son la plaza comercial Patio Ayotla, en tanto que la fábrica el pilar aún se observan ruinas de la misma dentro de la cual se comercializa como la Central de abastos de Ayotla.

## Principales localidades

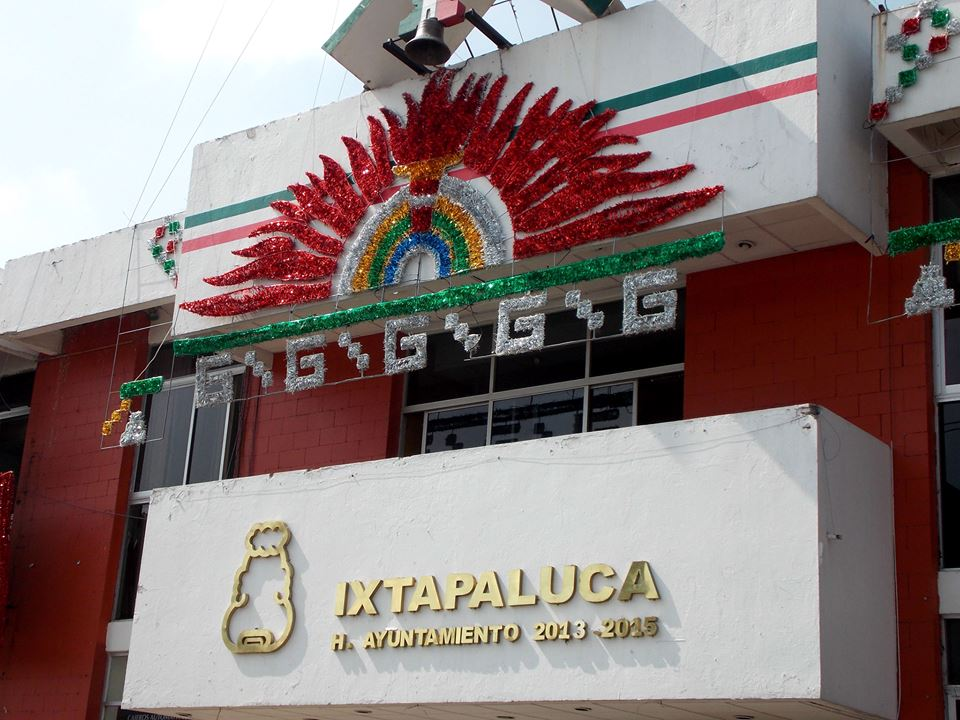
Cabecera municipal en Ixtapaluca Centro

- Ixtapaluca: Es la Cabecera municipal, sede del poder ejecutivo municipal, cuenta con 368 585 habitantes[29] siendo la demarcación más poblada del municipio, la población se dedica principalmente al comercio; esta conurbada con: Unidad Habitacional San Buenaventura, Ayotla, San Jerónimo Cuatro Vientos y Chalco.

- Ayotla: La vida económica de la población se funda en el comercio principalmente, cuenta con 3 650 habitantes[30] y está conurbada a la cabecera municipal y dista 5 km de la misma.

- Coatepec: La población finca su desarrollo económico en 2 actividades: La agricultura y la venta de grava, arena y tepetate, que extraen de las minas administradas por bienes comunales; Tiene 10 383 habitantes, la distancia a la cabecera municipal es de 10 kilómetros.

- San Francisco Acuautla; basa su economía en la agricultura, siembra de maíz y hortalizas, y venta de arena, grava y tezontle que extraen de sus minas ejidales; tiene 32 989 habitantes, dista de la cabecera municipal, 6 kilómetros.

- Santa Cruz Tlapacoya; La población se dedica al pequeño comercio, artesanías de barro, pequeñas industrias; Tiene 6 422 habitantes[31] y una distancia de 3 kilómetros de la cabecera municipal con la cual forma un continuo urbano.

- Santa Juan Tlalpizáhuac: Una pequeña porción de terreno lo emplean en la agricultura, hay industrias de reciclaje de vidrio, calderas industriales, varillas y de yeso; cuenta con 3 480 habitantes,[32] a 12 kilómetros de distancia de la cabecera municipal y se encuentra integrada a la misma. Es el primer pueblo del municipio de Ixtapaluca, está dividido por la carretera libre a Puebla. Colindan con los municipios de los Reyes La Paz, Chicoloapan y Valle de Chalco Solidaridad. Cabe mencionar que existe un gran valor histórico, gracias a sus ruinas arqueológicas y tumbas ubicadas en el Pueblo a la altura del km 23 900 de la carretera federal México-Puebla; Donde se han encontrado muros y pisos, murales, cuartos de temazcal, altares, vasijas de barro, utensilios de hueso, mascarillas de arcilla, figurillas de oro, collares de piedras de obsidiana y caracol, así como osamentas y restos de animales que eran enterrados juntos como ritual. Lo que aporta datos muy interesantes de lo que fuesen las costumbres de dicho lugar y como interactuaban como población prehispánica con sus alrededores. También se acostumbran las fiestas patronales en los meses de junio, celebrando a San Antonio y San Juan Bautista en la parroquia de San Juan Bautista, donde se hace la tradicional quema de castillos, feria y celebridades a los Santos mencionados, también hay eventos culturales a lo largo de todo el día.

- Colonia General Manuel Ávila Camacho: Su actividad económica es 100% agrícola, sus principales productos son maíz, trigo, cebada, papa, garbanzo, haba; Tiene 3 478 habitantes, dista de la cabecera municipal 17 kilómetros.
- Colonia Jorge Jiménez Cantú: Su actividad económica principal es la agricultura y ligeramente industrial dedicada a la elaboración de ladrillos. Cuenta con una población de 11 915 habitantes y se encuentra a 3,9 kilómetros de la cabecera municipal. Construida antes de los años 70s, y sus habitantes iniciales fueron de las colonias Manuel Ávila Camacho e Ixtapaluca. Derivado de la organización social permitió dar origen y nombre actual a la colonia, ahora llamada Dr. Jorge Jiménez Cantú, exgobernador del Estado de México que dio apoyos a las personas de escasos recursos que se ubicaban en la zona, también llamada Los Hornos. En la actualidad han tenido que emigrar a San Francisco Acuautla porque los recursos del barro ya se han agotado. Por las facilidades de venta de lotes, esta colonia ha crecido en población. Algunos de los primeros representantes se encargaron del desarrollo social así que empezó la venta de lotes para iniciar con la construcción de casas, los poseedores de terrenos son habitantes de la colonia Manuel Ávila Camacho. Esta colonia en sus inicios estaba integrada por habitantes que llegaron de distintos lugares como Morelia, Hidalgo que se empleaban en trabajos agrícolas, elaboración del pulque y a la fabricación de ladrillos, otros más en las minas donde extraen materiales de construcción.

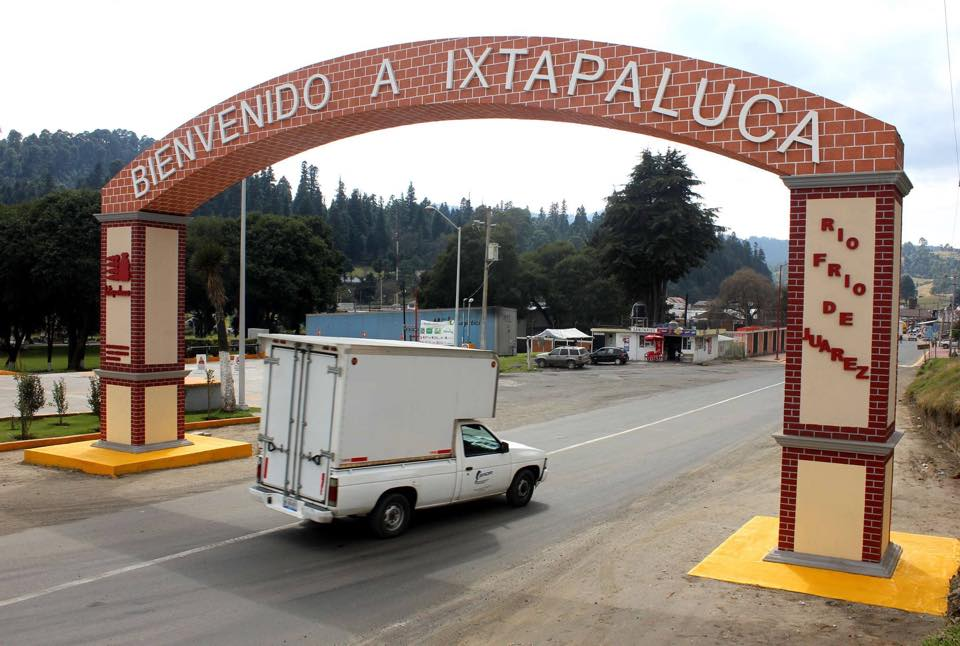
Arco de la Identidad de Río Frío de Juárez

- Río Frío de Juárez: Se dedica a la siembra de maíz y trigo, venta de madera y carbón; tiene 6 436 habitantes y dista 67 kilómetros de la cabecera municipal.

- San Buenaventura: El Conjunto habitacional San Buenaventura que tras múltiples secciones llegó a acumular 23 mil hogares siendo así el más grande de América Latina, tiene 49 241 habitantes, siendo la segunda demarcación más poblada del municipio, solo tras Ixtapaluca Centro. Fue construida por la empresa Consorcio ARA, y actualmente se conforma por 7 secciones, cuenta con 3 secundarias, 2 preparatorias, 3 preescolares y un hospital municipal Leona Vicario del Instituto de Salud del Estado de México (ISEM), en este hospital durante el año 2013 se atendieron 2 081 partos de los cuales 141 fueron de la localidad. Con la participación del gobierno local y federal se construyeron, un gimnasio polivalente y una alberca semi-olímpica; beneficiando así a toda la comunidad promoviendo el deporte y combatiendo la delincuencia con la instalación de botones de auxilio en vialidades principales como el paseo de San Buenaventura. Es de las colonias más cercanas a la Cabecera municipal, pues se encuentra a 2.7 kilómetros.

- San Jérónimo Cuatro Vientos: Unidad habitacional que colinda con el municipio de Chalco, cuenta con rutas de combi hacia Chalco, La Paz, Ixtapaluca Centro y Metro Bulevar Puerto Aéreo. Cuenta con parques rehabilitados a partir del 2012, gimnasio polivalente y alberca semi-olímpica. Esta ex zona residencial entró en decadencia después de la 1.ª inundación en Chalco. Se donaron casas a los damnificados en esta zona residencial. Fue construida también por la empresa Consorcio ARA y tiene una población de 41 791 habitantes.

- Cerro del Tejolote: Su clima es templado subhúmedo, con una temperatura que presenta variaciones, debido la diversidad en la altitud en su territorio, su temperatura promedio anual es de 15,1 °C, una mínima de 11,1 °C, y una máxima de 39 °C. Cuenta con 6 jardines de niños, 6 primarias, 6 secundarias y 1 preparatoria, 1 unidad deportiva llamada "La Antorcha" un complejo terminado en 2007, con campo empastado para fútbol soccer, canchas de basquetbol, frontón, pista de atletismo, cancha de fútbol rápido, una alberca semiolímpica y gimnasio polivalente, además de un teatro auditorio nombrado "In Xóchitl In Cuícatl" (La Flor y el Canto), con capacidad para 1 500 personas.

## Principales ecosistemas

### Flora
Dentro de la municipalidad, existe una gran variedad de árboles, arbustos y hortalizas: 

#### Especies frutales
Higuera, capulín, peral, manzano, zapote, granada, olivo, chabacano, tejocote, nogal y durazno. 

#### Especies maderales o forestales
Abeto, álamo, alcanfor, cedro, ciprés, chocolín, encino (blanco y chico), utilizados como medicina para el dolor de muelas, eucalipto, oyamel, ocote, pino, pirul (muy abundante), sauce llorón, trueno y truenito.

#### Especies medicinales
Albacar, árnica, azahar, chicalote, diente de león, estafiate, golondrina, gordolobo, manrubio, manzanilla, menta, hierba mora, romero, ruda, sábila, Santa María, té limón, te del monte, tepozán, toloache, toronjil y Yerbabuena.

#### Especies ornamentales
Agapando, aretillo, azalea, azucena, bugambilia, helecho, cempasúchil, clavel, camelia, cola de borrego, crisantemo, dalia, floripondio, geranio, gloria, hiedra, jazmín, lirio, madreselva, magnolia, manto, maravilla, margarita, mirasol, Nochebuena, huele de noche, nube, perritos, quiebra platos, rosa de Castilla, rosa laurel, siempre viva, tulipán, vara de San José y violeta.

#### Especies de forraje
Alfalfa, carretilla, cebada, lengua de vaca, maguey, maíz, mijo, nabo, pasto, trébol, trigo y zacate. 

#### Arbustos
Abrojo, carrizo, huizache, tepozán, zopacle. 

#### Otras especies
- Escobilla
- Jarilla
- Lentejilla
- Mala mujer
- Marihuana
- Muicle
- Ojo de gallo
- Oreja de ratón
- Ortiguilla
- Pata de león
- Pega ropa
- Perilla

#### Cactáceas
Maguey, nopal y órgano. 

#### Hongos
Huitlacoche y champiñón.

#### Hortalizas y condimentos
- Acelga
- ajo
- alcachofa
- apio
- berro
- betabel
- calabaza
- cebada
- cebolla
- cilantro
- coliflor
- chayote
- chícharo
- chilacayote
- chile
- elote
- epazote
- espinaca
- fríjol
- haba
- garbanzo
- jitomate
- lechuga
- maíz
- malva
- laurel
- nabo
- nopal
- papa
- quintonil
- verdolaga
- pericón
- rábano
- romero
- tomate
- trigo
- zanahoria.

### Fauna
La fauna, se ha ido extinguiendo, debido a la inmoderada explotación de los bosques y la urbanización, existe una gran variedad de animales tanto de cría como silvestres: 

#### Especies de cría
Avestruz (criados recientemente en el Rancho Santa María) borrego, caballo, cabra, cerdo (criados en la región desde la época colonial), codorniz, conejo, gallina, ganso, guajolote, palomo, pato y vaca. 

#### Especies silvestres
Araña, búho, cacomixtle, hurón, insectos (como el chapulín o el grillo), lagartija, lechuza, murciélago, tlacuache, venado (en muy poca proporción) y variedad de víboras, siendo la víbora de cascabel abundante.

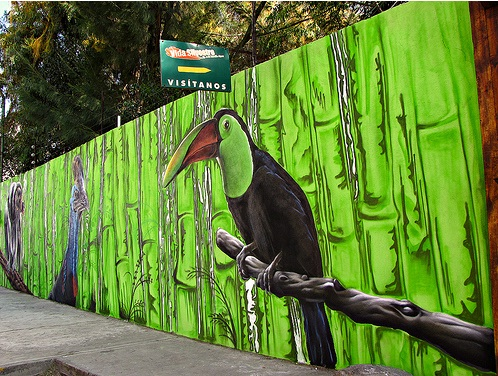
Granja vida silvestre El Nido

Cabe mencionar que en el municipio existe un aviario, propiedad del Dr. Estudillo López, antes llamado Vida Silvestre, ahora llamado "El Nido" donde se encuentran aves exóticas y hermosas de diferentes partes del mundo; Cuenta con lugares tipo jaulas donde están clasificadas cada una de ellas, personal capacitado que las atiende; Un hospital para aves que consta de: Sala de operaciones, incubadoras, y una serie de elementos que hacen posible a esta reserva ecológica preservar las especies. Es como un paraíso aislado dentro del territorio municipal. Cuenta además con otra sección donde habitan felinos traídos de diferentes continentes. El Dr. Estudillo es reconocido mundialmente por su labor altruista; Su objetivo principal es la preservación de las especies que están en peligro de extinción. Ha sido visitado por Jean Cousteau, Jaime Mausan y otras personalidades. El municipio cuenta además con el Parque nacional Zoquiapan y Anexas, el parque recreativo Ejidal Los Depósitos y el Olivar.
El santuario es hogar de más de 300 especies de aves, la mayoría de estas en peligro de extinción. En más de un sentido este lugar es único pues ha sido catalogado como uno de los aviarios más grandes y diversos del mundo. Es una asociación civil dedicada a la conservación y reproducción de aves en peligro de extinción, la cual se mantiene de donativos en un 100% sin fines de lucro, esto es para fomentar la educación y difundir la existencia que albergan en sus instalaciones.

## Recursos naturales y minerales

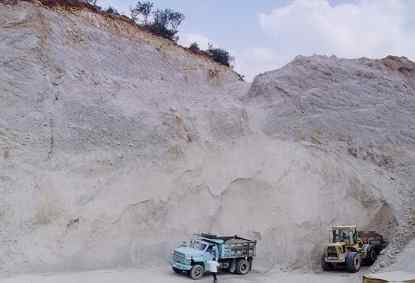
Mina en Ixtapaluca

#### Recursos minerales
Dentro del municipio se localizan tres zonas productoras de tabique y ladrillo, en San Francisco Acuautla, Zoquiapan y en Geovillas de Santa Bárbara, en la Cabecera municipal; además se cuenta con aproximadamente 20 vetas que explotan actualmente arena, grava, tepetate y tezontle, en los ejidos de Coatepec, Zoquiapan y San Francisco Acuautla, principalmente. Alcanzando en los últimos años un nivel de producción anual de 3 459 860, 16 800, 160 864 y 27 000 m², respectivamente.

#### Recursos forestales
El municipio cuenta con una extensa zona boscosa del tipo de coníferas y latifoliadas. El municipio contaba en 1991 con 74 unidades de producción destinadas a la producción de resina, barbasco, leña y otros.
Respecto a lo que se refiere a este tema es importante señalar que a medida que las autoridades sigan permitiendo la creación de centros comerciales y unidades habitacionales en zonas las cuales no deberían de ocuparse para dichos fines, se reduce en extremo todos los recursos existentes (agua, bosques, etc.) del Municipio, por lo que señaló que deberían de tener más atención en no permitir dichas actividades, aunque de esto dependan recursos económicos que a la larga acabaran siendo malas decisiones tomadas por las autoridades; y de forma contraria habiliten talleres para reciclar, plantar árboles, etc.

## Sitios de interés
El municipio de Ixtapaluca cuenta con parques recreativos, zonas arqueológicas, iglesias con gran riqueza arquitectónica y un sinfín de lugares atractivos que pueden ser recorridos durante todo el año, siendo la mejor opción los fines de semana. Las zonas arqueológicas de Tlapacoya y de Acozac son sitios elegidos por la gente durante el Equinoccio de primavera.

### Parque El Mirador
El parque "El Mirador" en la Unidad Habitacional San Buenaventura y cuya inversión supera los 34 millones y medio de pesos, comprende 3.5 hectáreas de superficie reforestada, cuenta con diversos atractivos como tirolesa, mira lejos, muro para escalar, espacio de juegos didácticos con velaria, explanada principal multiusos y seis áreas de juegos infantiles. Asimismo, los visitantes tienen acceso gratuito a áreas como las palapas con asadores, canchas deportivas de tenis, taekwondo, karate y yoga, además, cuenta con teatro al aire libre, glifo monumental del municipio, módulos sanitarios y sistema de iluminación. Cabe destacar, que a un costado del gimnasio polivalente, será acondicionado el parque de la juventud, donde podrá practicarse el juego con patinetas y bicicletas y constará de áreas verdes para una convivencia familiar.

### El parque nacional Izta-Popo, Zoquiapan y Anexas

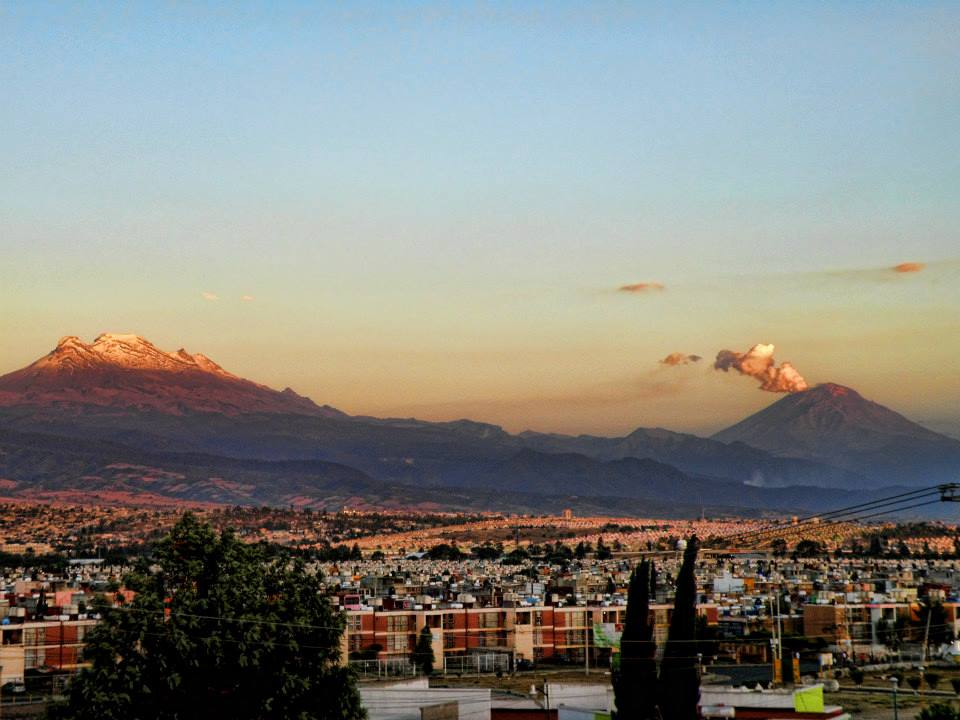
Volcanes Iztaccíhuatl y Popocatépetl, vistos desde Ixtapaluca.

Ubicado en los límites entre el estado de México y Puebla, en el parque se encuentra el segundo y tercer pico más alto de México, Popocatépetl e Iztaccíhuatl, mientras que una parte del parque son los territorios de la Hacienda de Zoquiapán, incluso las localidades añadidas de Zoquiapán, Ixtlahuacán y de Río Frío de Juárez.
Fundado en el año 1935, todo el territorio cuenta con impresionantes áreas verdes ideales para hacer acampada y convivir de cerca con la naturaleza, lejos de la vida citadina; Donde practicar diversas actividades y deportes al aire libre. Mientras que las montañas que lo rodean son ideales para los exploradores y aficionados, por lo que en su cima cuenta con un albergue. Cabe destacar que para conservar el lugar se recomienda ampliamente mantener limpia el área de acampado evitando así focos de contaminación. Aunque se permite, es recomendable no visitar el parque con mascotas, ya que pueden alterar el orden del ecosistema y los animales que lo habitan. Se ubica en el límite del Estado de México con el Estado de Puebla.

### El Nido
Ixtapaluca cuenta con uno de los aviarios más grandes y diversos del mundo (el tercer aviario más grande de Latinoamérica) llamado "El Nido". Es una organización civil, que entre otras cosas, se dedica a cuidar a más de 300 especies y dentro de las cuales un alto porcentaje están en peligro de extinción.

### Plazas comerciales de Ixtapaluca

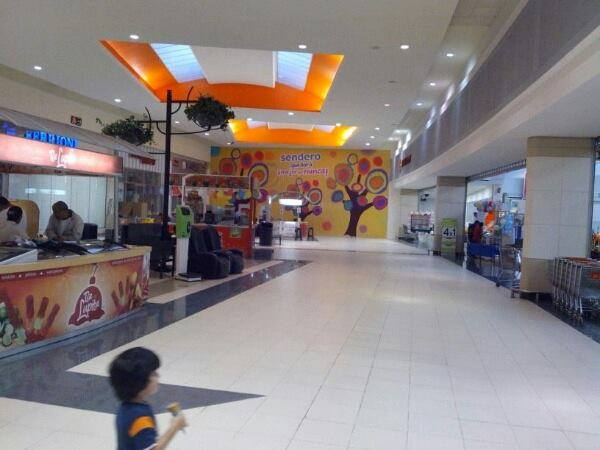
Plaza Sendero Ixtapaluca

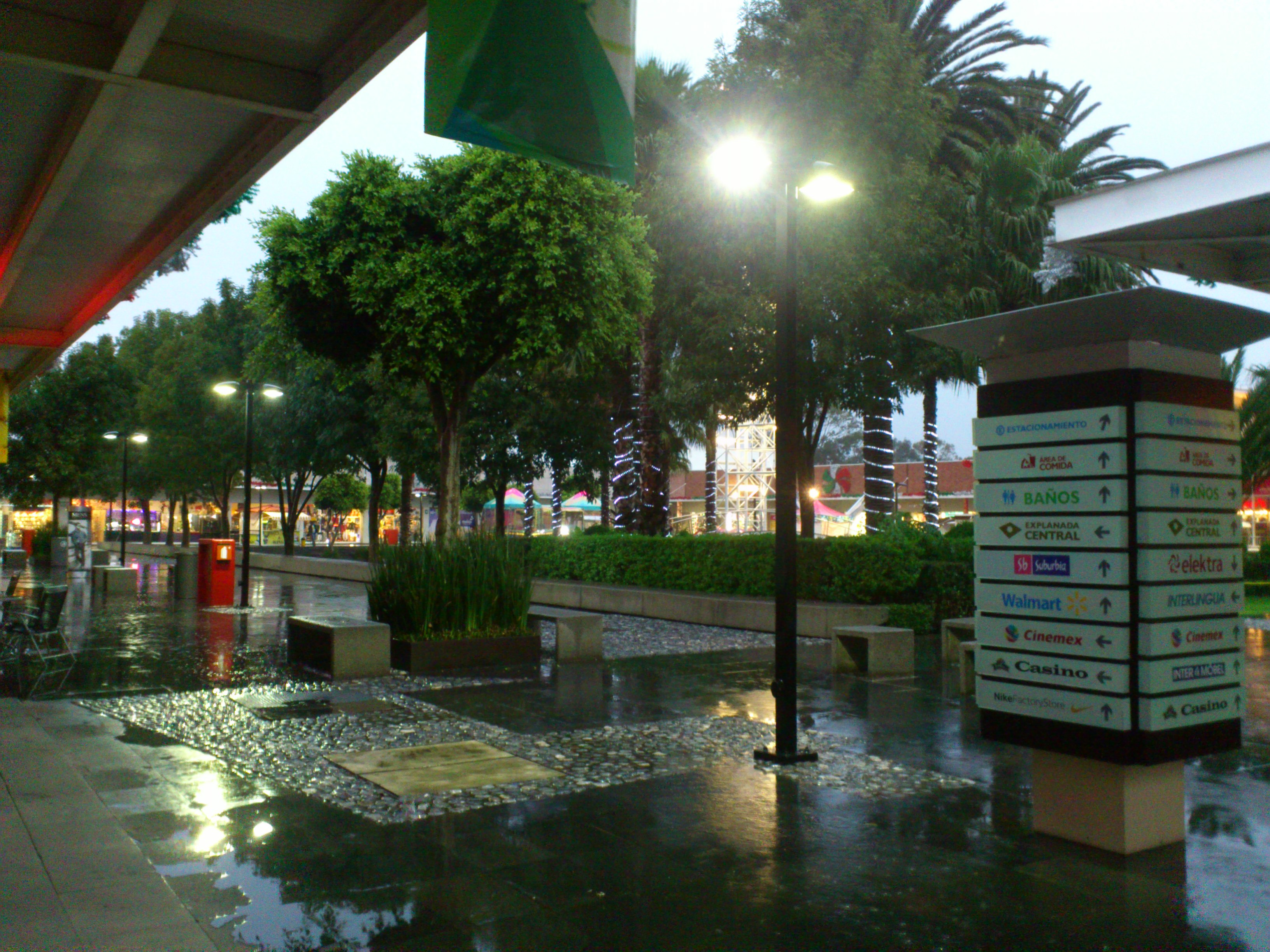
Centro Comercial El Cortijo En Ixtapaluca

Se encuentran diferentes centros comerciales y plazas, como son El Cortijo, Plaza Sendero, Galerías Ixtapaluca, El Patio de Ayotla, Plaza San Buenaventura, Centro comercial San Buenaventura, Plaza Ixtapaluca, Centro comercial Los Héroes. Que cuentan con áreas de comida, tiendas de autoservicio, juegos infantiles didácticos, un teatro al aire libre, que sirven de esparcimiento y entretenimiento familiar, así como de foros donde se presentan varias personalidades del medio artístico.

### Tlapacoya
En la zona arqueológica de Tlapacoya se descubrió un templo prehispánico, en el cual según investigaciones científicas se encontraron las más antiguas evidencias de la presencia del hombre en el territorio mexicano. A estos interesantes lugares se puede llegar por la carretera Federal México Puebla a la altura del Pueblo de Tlapacoya y por la Autopista México-Puebla entrando por avenida Acozac, respectivamente.

### Parque Infantil La Tortuga
Se ubica sobre la carretera libre a Puebla en el pueblo de Ayotla, a un costado del gimnasio polivalente es un parque recreativo de reciente creación inaugurado el 27 de noviembre de 2015, básicamente dirigido a la población más joven del municipio y a las familias, cuenta con diversas áreas de juegos, un gimnasio al aire libre, así como un lago artificial en forma de Tortuga.

## Educación
En el municipio existen 166 jardines de niños, 189 escuelas primarias, 105 escuelas secundarias, 3 telesecundarias, 2 escuelas en profesional técnico, 31 escuelas en bachillerato, 9 escuelas en formación para el trabajo, y 7 escuelas de nivel superior.
El municipio tiene 542 211 habitantes de los cuales, 10 844 personas mayores a 15 años no saben leer y escribir, lo que representa el 2% de la población, un porcentaje menor al promedio estatal que es de 3%. En términos generales, la población en edad de estudiar de 6 a 24 años es de 178 612 habitantes, lo que representa el 38% de los habitantes de municipio. El grupo de población de 6 a 11 años tiene un índice de no escolarización del 2%, lo que muestra que la mayoría de los niños de ese grupo de edad asisten a la escuela. Para el grupo de 12 a 14 años, el índice de no escolarización es de 5%. En cuanto el grupo de 15 a 17 años el índice se incrementa alarmantemente con un 27%. Finalmente, para el grupo de población de 18 a 24 años, el índice de no escolarización muestra un porcentaje del 72%.

### Educación Secundaria en la zona centro
- Centro escolar Acuautla, ubicada en la exhacienda San Francisco Acuautla s/n, camino a la virgen, San Francisco Acuautla.
- Escuela Oficial n.º 0635 "Manuel Ávila Camacho", ubicada en la calle Prolongación Zaragoza s/n. Colonia San Juan Tlalpizáhuac.
- Escuela Particular Liceo Sakbé de México. En avenida Acozac, Colonia Geovillas de Santa Bárbara.
- Escuela Secundaria General n.º 13 "General Emiliano Zapata". avenida ejidal s/n, Col. Emiliano Zapata.
- Escuela Secundaria n.º 779 "Manuel Esquivel Duran". Ubicada en calle Miguel Hidalgo, esquina con Álvaro Obregón s/n. Los Héroes.
- Escuela Secundaria Oficial n.º 0997 Estado de México, avenida Washingtonia, Hacienda Las Palmas.
- Escuela Secundaria Oficial n.º 1016 Nezahualcóyotl, calle Tezontle junto a los Juzgados.
- Escuela Secundaria Oficial n.º 111 Gabriela Mistral, ubicada frente al palacio municipal, Colonia Ixtapaluca Centro.
- Escuela Secundaria Oficial n.º 509 Profesor Carlos Hank González, ubicada entre Roberto Fierro y avenida Central, a lado de la Subdelegación.
- Escuela Secundaria Oficial n.º 0510 "Dr. Gustavo Rosendo Baz Prada", Ubicado en: calle cerezos s/n Fracc. Izcalli, Ixtapaluca
- Escuela Secundaria Oficial n.º 594 "Profesor Telesforo Roldan Yáñez", ubicada en Ignacio Zaragoza 4, La Venta.
- Escuela Secundaria Oficial n.º 749 José María Morelos y Pavón, calle Mariano Abasolo s/n entre Libertad y Morelos.
- Escuela Secundaria Oficial n.º 828 "Lic. Cesar Camacho Quiroz", avenida Juárez S/N. Fraccionamiento los Héroes.
- Escuela Secundaria Oficial n.º 877 "Héctor Jiménez González", Jardines de San Marcos.
- Escuela Secundaria Oficial n.º 879 "Heriberto Enríquez", avenida Valparaíso, Colonia Geovillas de Santa Bárbara.
- Escuela Secundaria Oficial n.º 952 Estado de Guerrero, ubicada en Geovillas de Santa Bárbara.
- Escuela Secundaria Oficial n.º 1116 "Citlalmina", ubicada en avenida San Francisco de Asís, San Francisco Acuautla.
- Escuela Secundaria Técnica Industrial y Comercial n.º 82 "Josefa Ortiz de Domínguez", ubicada en calle 1.er carril s/n Colonia Hornos de Santa Bárbara.
- Escuela Secundaria Técnica n.º 115 "Tenochtitlán", ubicada en calle Betunia s/n Col. El Molino.
- Escuela Secundaria Técnica n.º 46 "Vicente Riva Palacio", ubicada en la calle Niños Héroes s/n, Santa Cruz Tlapacoya.
- Escuela Secundaria Técnica n.º 91 "José Agustín Caballero", ubicada en calle Jesús María #20 y Tezontle.
- Telesecundaria Oficial n.º 0598 "Emperador Cuauhtémoc", camino a las Minas s/n, Colonia Tetitla, Coatepec.

### Educación Media Superior
- Centro de Estudios Humanísticos de Nezahualcóyotl (CEHN), paseo de San Buenaventura, San Buenaventura.
- Colegio de Bachillerato Tecnológico (CBT) n.º 1 "Dr. Leopoldo Río de la Loza". Sause s/n, Fraccionamiento Izcalli Ayotla.
- CBT n.º 2 "Guillermo González Camarena", avenida Colibrí, Col. Alfredo del Mazo.
- Colegio de Estudios Científicos y Tecnológicos del Estado de México (CECyTEM), Camino Jesús María s/n, Fraccionamiento Los Héroes.
- CECyTEM Ixtapaluca II, Unidad Habitacional San Jerónimo Cuatro Vientos.
- Colegio de Bachilleres del Estado de México (COBAEM) n.º 18, Colinas de la Concordia, esquina paseo de las Colinas, San Buenaventura.
- COBAEM 56, avenida Hacienda La Escondida s/n, Geovillas de Santa Bárbara.
- Colegio Nacional de Educación Profesional Técnica (CONALEP) Ixtapaluca, Plantel 236, Vicente Guerrero #2 Col. Ayotla.
- Escuela Particular Liceo Sakbé de México. En avenida Acozac, Geovillas de Santa Bárbara.
- Escuela Preparatoria Oficial del Estado de México (EPOEM) 74, San José s/n San, S. Carlos 37, San José de la Palma.
- EPOEM 122, "Celestin Freinet", Emiliano Zapata, Col. 20 de Nov.
- EPOEM 124, "Antón Makárenko", avenida Unión S/N, Col. Cerro del Tejolote.
- EPOEM 141, paseo de las Colinas, San Buenaventura.
- EPOEM 158, Coatepec, calle Primavera s/n Col. Independencia.
- EPOEM 161, avenida Principal Washingtonia y Circuito, Palmera Imperial, Las Palmas I, Geovillas de Santa Bárbara.
- EPOEM 217, "José de Jesús Nieto Montero", Antiguo Camino a Coatepec 0, San Francisco Acuautla.
- EPOEM 332, "Manuel Serrano Vallejo", Tintorería el Baldío 3, Rosa de San Francisco.
- Nueva Escuela Tecnológica (NET), calle Centenario 29, Col. Centro Ixtapaluca
- Preparatoria regional de Ixtapaluca n.º 13 "Gabino Barreda", carretera federal México-Puebla s/n, Col. Tezontle.

### Educación superior
Hasta la fecha, Ixtapaluca cuenta con 7 instituciones de educación superior, siendo 2 públicas y 5 privadas.
2 Instituciones universitarias públicas
- Tecnológico de Estudios Superiores de Ixtapaluca (TESI), km 7 de la carretera Ixtapaluca-Coatepec.
- Universidad Mexiquense del Bicentenario (UMB), Hacienda La Escondida, entre Hacienda La Cotera y Hacienda Valparaíso, Unidad Habitacional Geovillas de Santa Bárbara.

5 Instituciones universitarias privadas
- Centro Universitario Tlacaélel (CUT), Col. La Virgen, Ixtapaluca.
- Universidad del México Contemporaneo (UNIMEC), Capulín 44, Col. La Venta, 56530, Ixtapaluca.
- Universidad Estudios Tecnológicos y Avanzados para la Comunidad (ETAC), Parcela 3 Z- P 1/2, San Marcos Huixtoco, 56643, San Marcos Huixtoco.
- Universidad Privada Del Estado De México (UPEM Ixtapaluca), Ignacio Zaragoza 55, Col. Ixtapaluca Centro, 56530, Ixtapaluca.
- Universidad Univer Milenium, Av Acozac 11, Col. Santa Bárbara, 56530, Ixtapaluca.

## Fiestas patronales

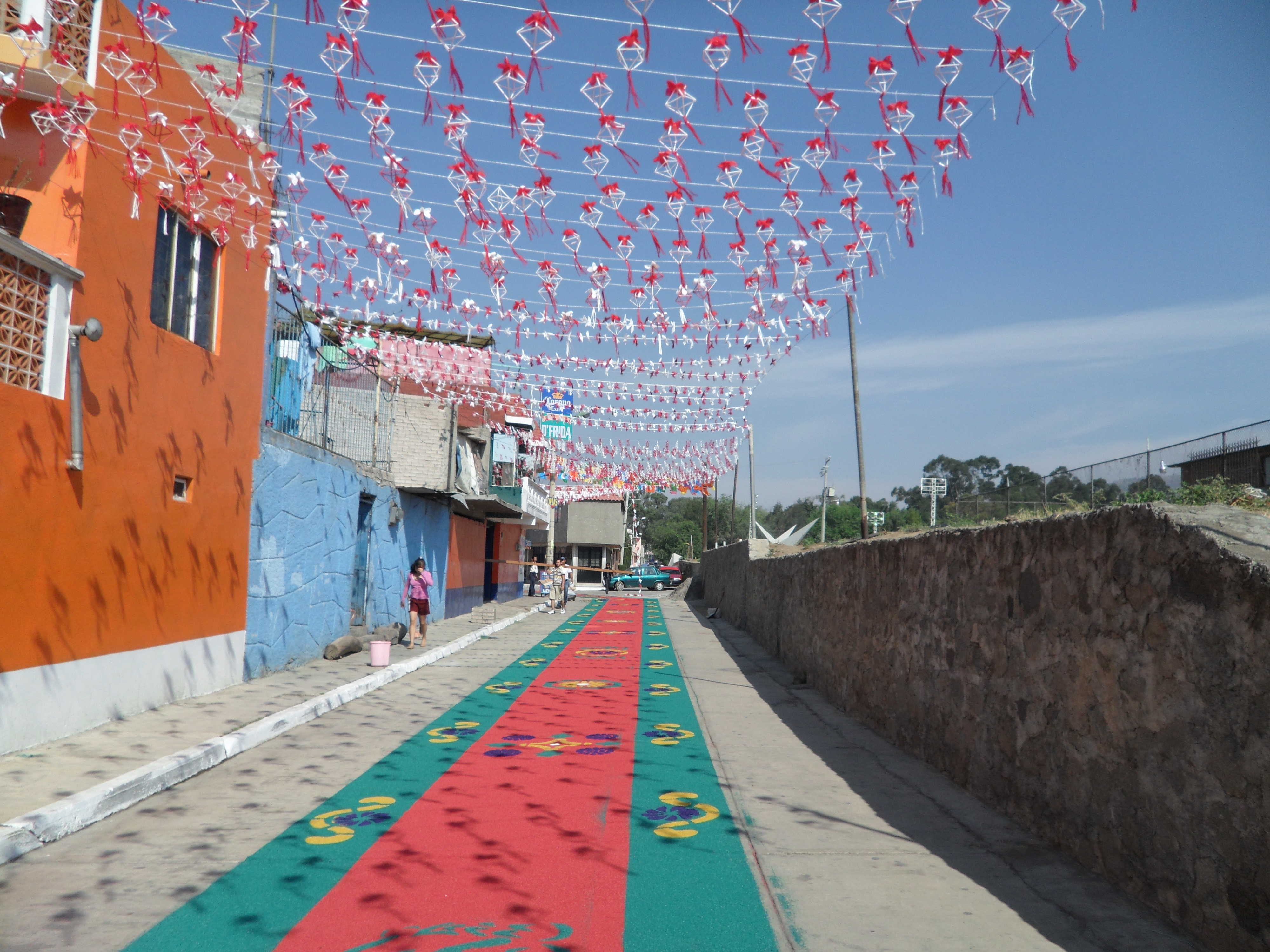
Tapetes de aserrín para la fiesta de Ixtapaluca

El municipio de Ixtapaluca cuenta con tres fiestas patronales de gran importancia, éstas celebran a diferentes Santos Patrones del municipio con suntuosidad y comida tradicional como el mole, tamales, carnitas y vino. Además, se realizan variadas actividades culturales animadas por la presencia de bandas musicales de viento, como procesiones, tapetes artesanales de aserrín pintado, juegos mecánicos, danzantes, juegos pirotécnicos, jaripeos. 

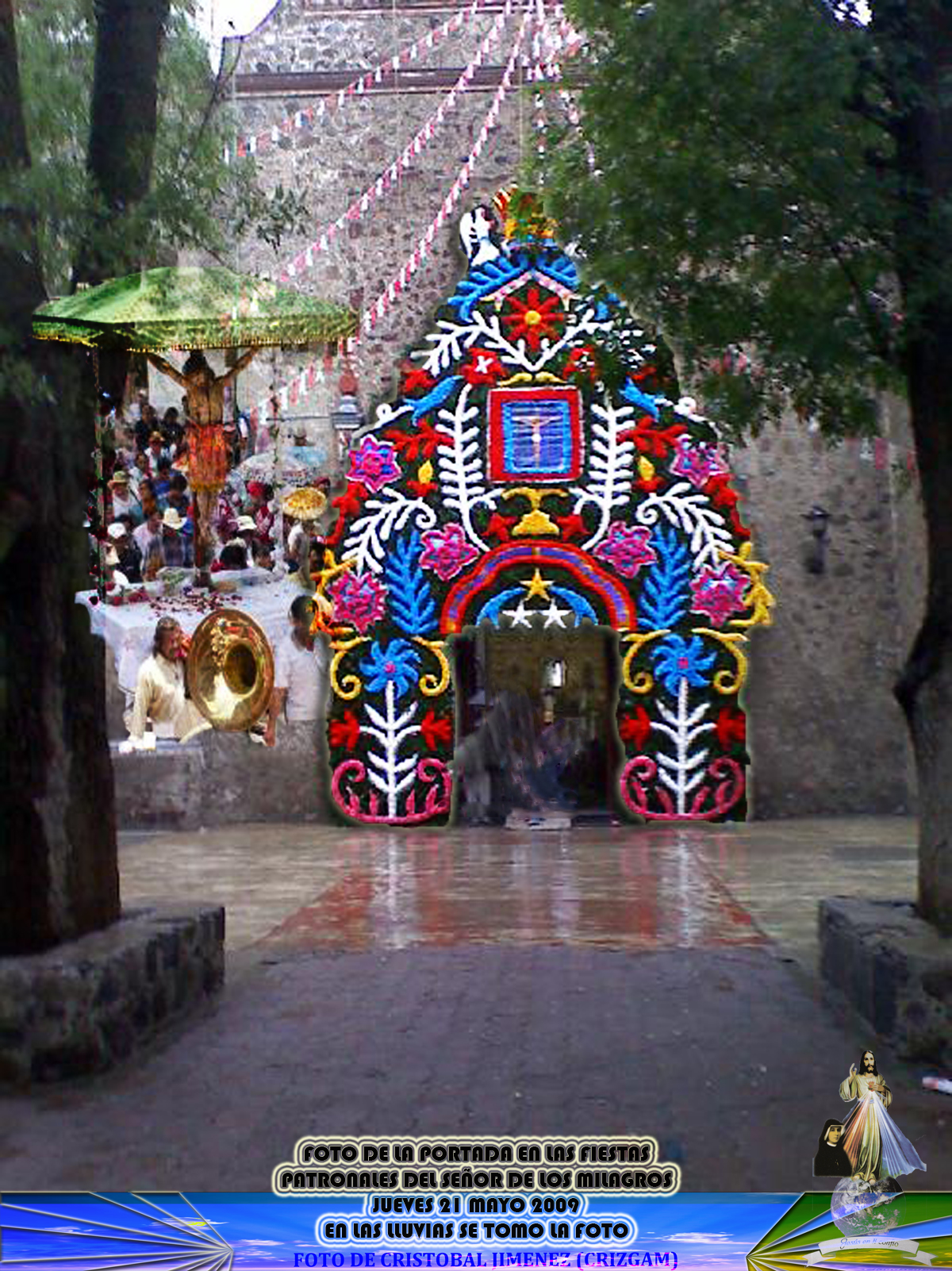
Portada floral en la entrada de la parroquia San Jacinto y Señor de los Milagros

La primera fiesta patronal de Ixtapaluca es en honor al "Señor de los Milagros y del Buen Camino". Esta festividad es variable se realiza el día Jueves de la Ascensión en el mes de mayo es organizada por la comisión parroquial esta fiesta se le conoce como la del "Señor de los Milagros" se celebra desde hace más de 100 años, según las crónicas de los lugareños. En Ixtapaluca, al Santo Patrón; La gente le tiene mucho fervor, se le venera y se hace una fiesta en su honor. Esta fiesta empieza con un novenario previo a la fiesta y en el último día de novena se acostumbra hacer un convite; que consiste en invitar a la población el día miércoles por la tarde, con una procesión que recorre todas las principales calles del pueblo acompañada de la tradicional banda de música, danzantes (matlachines) que llegan anualmente desde Tolosa, Pinos; Zacatecas. También se presentan feligreses cantando vivas al Señor de los Milagros repartiendo estampas con su efigie y al siguiente día de la fiesta: jueves, de la Ascensión del Señor: La fiesta se hace en grande ese día en honor a "El Señor de los Milagros", recorriendo por todo el pueblo de Ixtapaluca, pasando por cada uno de los tapetes artesanales que se hacen en cada calle. También sale con la tradicional banda y danzantes (matlachines) la fiesta empieza desde las 00:00 h. Con las mañanitas en la parroquia y a las 06:00 h comienza el recorrido procesional que acaba a la media noche, es un día muy largo en el recorrido con el Santo Patrono de Ixtapaluca. Al término de la procesión se concluye con el tradicional castillo pirotécnico, se hacen eventos artísticos se trae una feria de juegos mecánicos. Hace muchos años la fiesta era mucho más grande que ahora, se decía según los pobladores del lugar que se realizaba la fiesta más grande de la zona oriente que no se le comparaba en importancia, ni siquiera la fiesta patronal de Chalco o de Coatepec.
La segunda fiesta patronal de Ixtapaluca se realiza en honor a San Jacinto; El 17 de agosto es organizada por la Comisión parroquial y al igual que en la fiesta del el Señor de los Milagros, esta festividad se realiza de una forma mucho más pequeña, con la compañía de las personas que le tiene mucho fervor al patrono titular de la parroquia mismo nombre que lleva "Parroquia de San Jacinto".
La tercera fiesta patronal de Ixtapaluca es en honor al "Señor de la Divina Misericordia". Organizada por el Apostolado de Misioneros de la parroquia San Jacinto. Llevando a los fieles a vivir una sana fiesta anualmente en el mes de abril ocho días después del Domingo de Resurrección. Como preparación previa a la festividad inicia con los novenarios desde el Viernes Santo y en el último día de novena se acostumbra hacer un convite el día sábado de vísperas; después del rezo de la Coronilla consiste en invitar a la población al convite que es una procesión que sale desde la parroquia y recorre las principales calles del pueblo acompañada de la tradicional banda de viento, cohetes y danzantes (matlachines) que llegan anualmente desde Saltillo, Coahuila.

## Relatos del pueblo

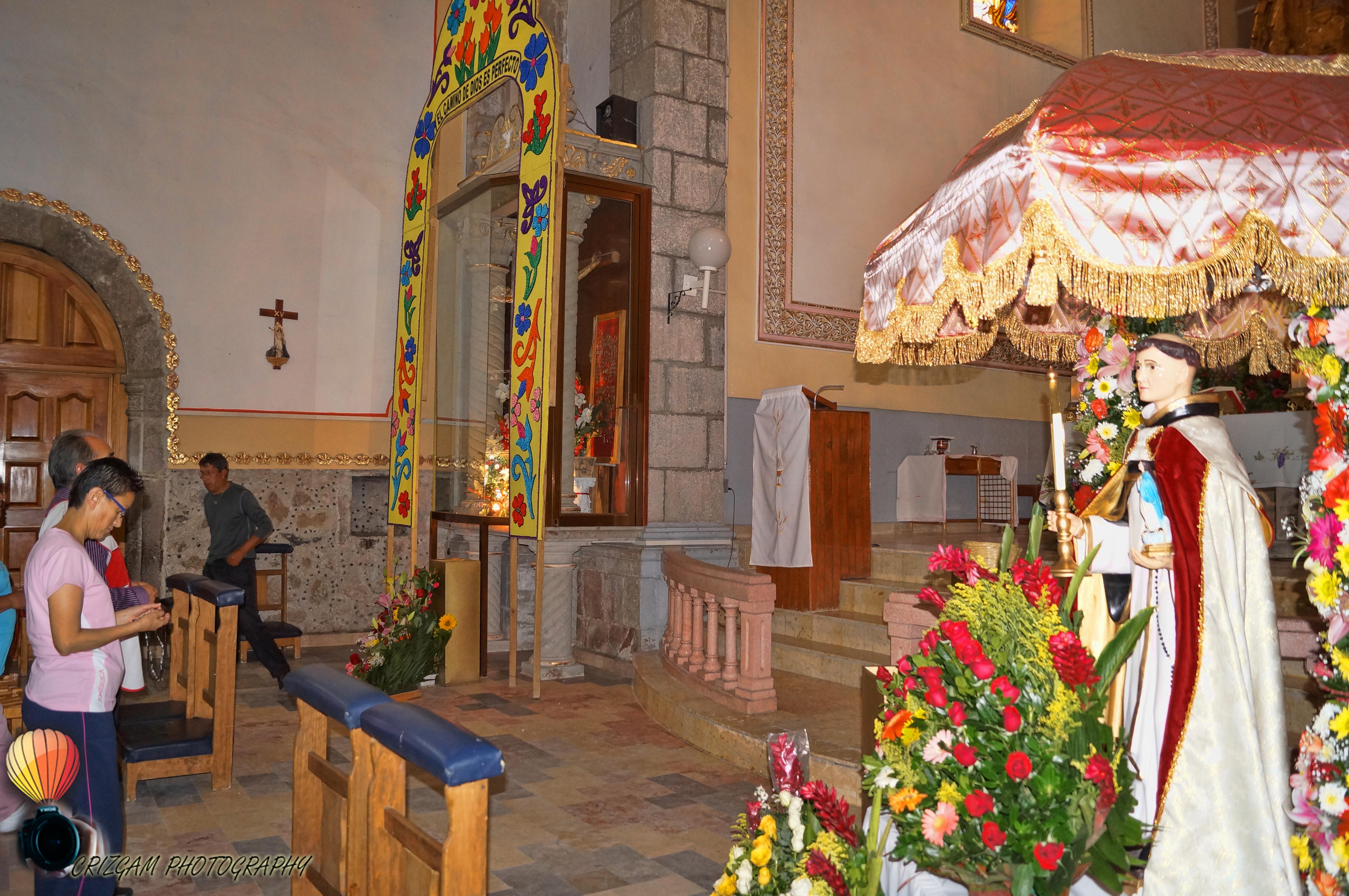
Fiesta patronal en San Jacinto Ixtapaluca de 2013

### Leyenda del Señor de los Milagros
La tradición oral cuenta que a principios del siglo pasado o bien a fines del antepasado. Los habitantes de Ixtapalucan, como era conocido en aquel entonces. Se traía en procesión desde Ayotla la imagen de un cristo, muy similar por su manufactura y características, a las realizadas en Michoacán. 

 Este cristo es de una sutileza artística: Suave al tacto, liviano en su peso, hermoso en su rostro inclinado hacia su derecha. Que pocas imágenes únicas pueden apreciarse en la actualidad. 

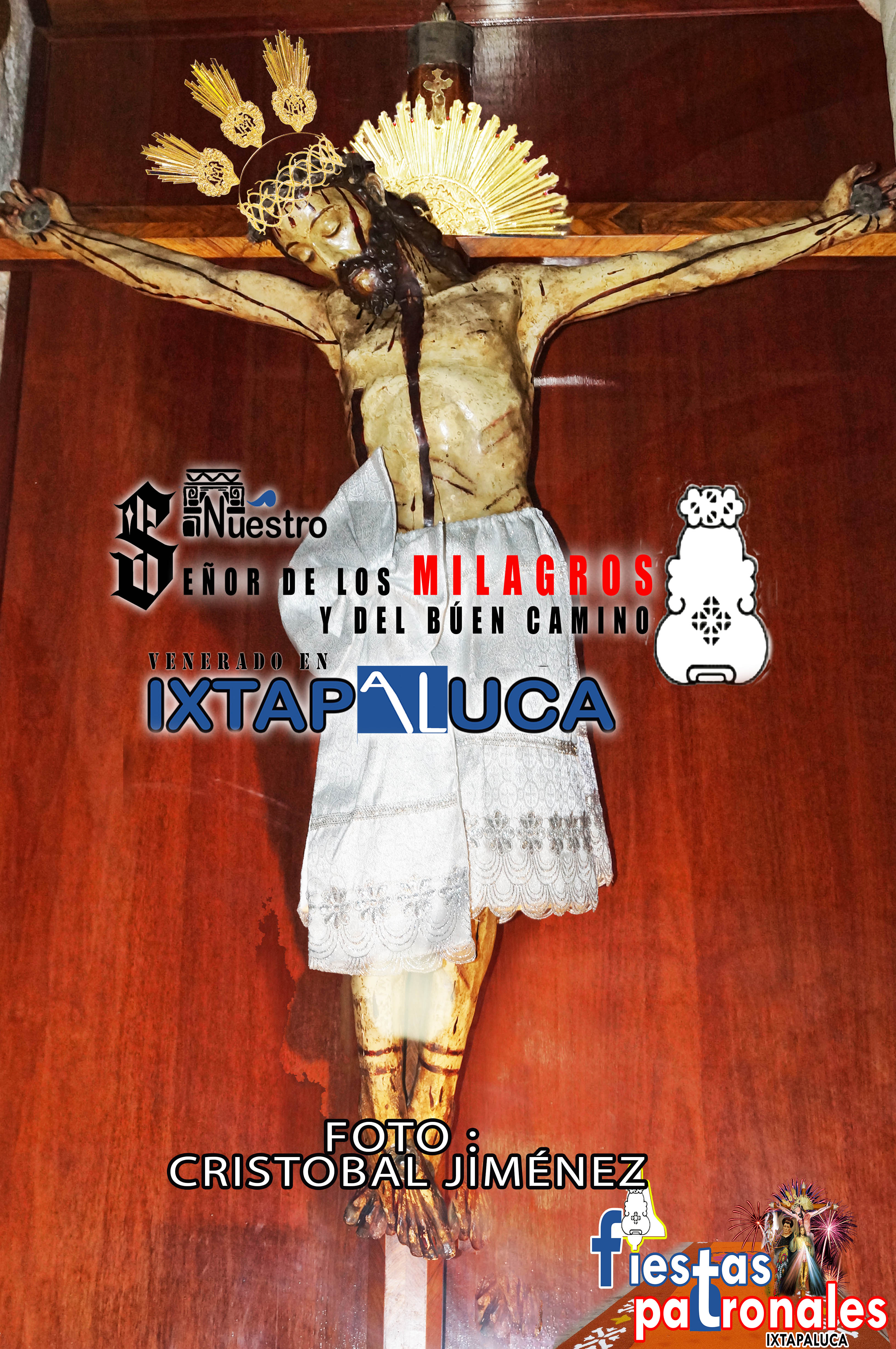
Señor de los Milagros Ixtapaluca Mayo 2015

 Dicha leyenda nos narra que en el cruce que durante mucho tiempo se conoció como "La Y Griega" o "Las Fresas", ya para entrar al pueblo de Ixtapalucan por su lado poniente, se suscito "El Milagro", una vez que se pretendía retornar a Ayotla con la imagen en procesión. Aumentaba en peso impidiendo que ni la recua de mulas pudiera avanzar con tan preciado cargamento. Hasta que a alguien de los de la comitiva se le ocurrió ordenar dar vuelta y regresar hacia la parroquia del pueblo, hecho que consterno a unos y alegro a otros, pues con ello se daba a entender, que el crucificado quería quedarse entre los habitantes de Ixtapalucan. Ambas comitivas convinieron dar a cambio la imagen parroquial de Nuestra Señora del Santo Rosario, venerada en el pueblo que escogía para hacer su casa el "Señor de los Milagros", título ganado por el suceso, a partir de entonces se le atribuyen innumerables milagros al crucificado. Tiempo después se fijo su fiesta durante la festividad litúrgica de la Ascensión del Señor.

### Crónica de San Jacinto
Siendo la parroquia claustro conventual de la orden dominica desde el siglo XVI, contaba con innumerables imágenes religiosas de santos pertenecientes a dicha orden de padres predicadores de Santo Domingo de Guzmán. Durante la administración del padre diocesano René Lamberto Domínguez, quien por mucho tiempo ostento el cargo de párroco en dicha parroquia. Se encontraba en total abandono en la bodega, la efigie tallada en un tronco, posiblemente de encino o roble, de San Jacinto de Polonia. Este hecho se sitúa durante la primera mitad del siglo XX, durante el cual unos parroquianos que a la fecha viven y se encuentran entre nosotros para dar fiel testimonio, solicitaron al párroco limpiar de suciedad de palomas y polvo impregnado por el paso del tiempo la imagen del Santo referido y darle su debido culto como Santo Patrono del lugar. Muy a pesar de que el "Señor de los Milagros", sigue siendo el más devotamente honrado como Santo Patrón de Ixtapaluca. Su fiesta del calendario santoral se fija el 17 de agosto de cada año.

### Festividad de la Divina Misericordia

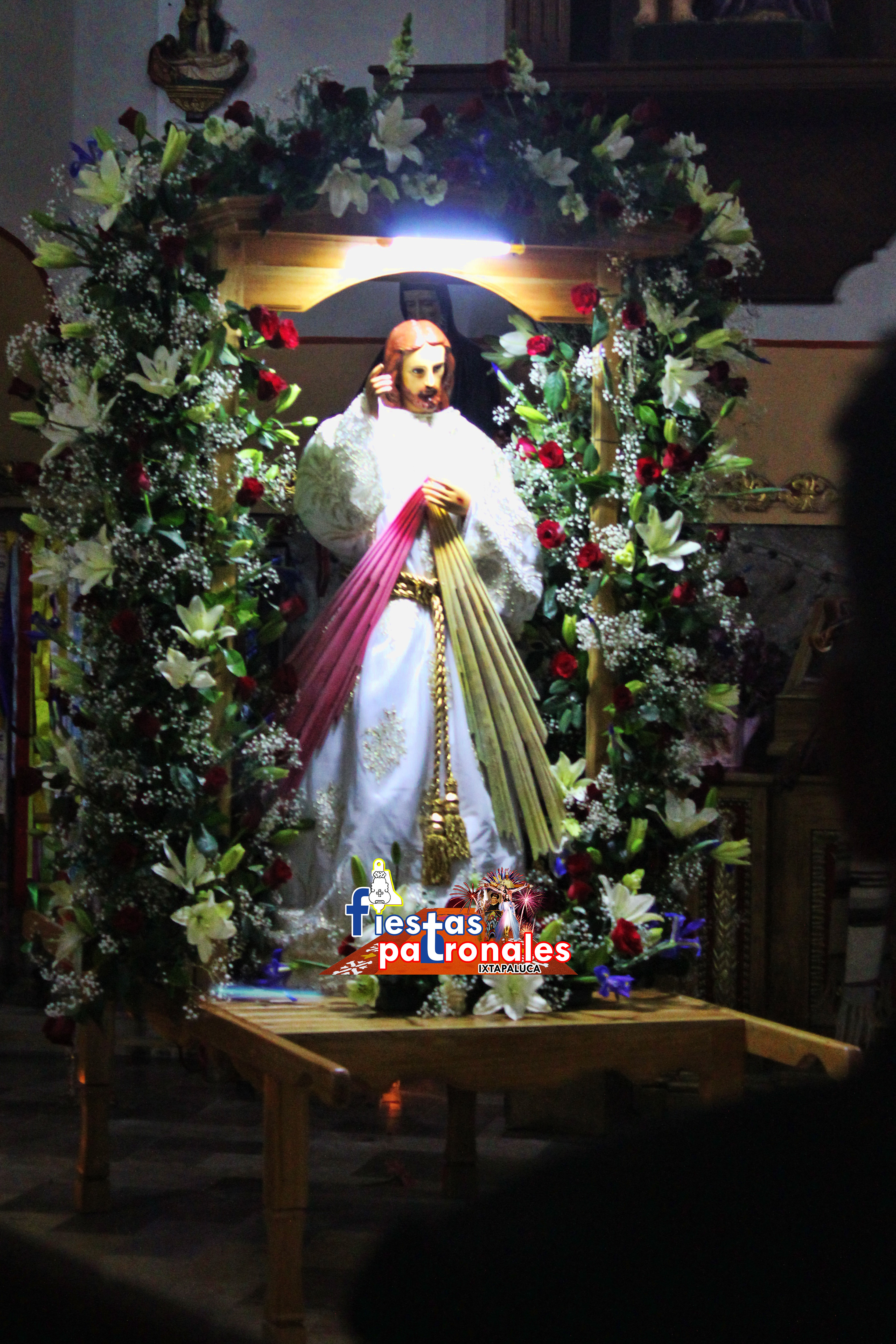
Fiesta CausiPatronal Ixtapaluca 2018 Señor de la Divina Misericordia

Desde el año 2005 se decidió dar inicio a la primera gran fiesta de la Divina Misericordia, durante la octava de la Pascua de Resurrección, en la parroquia de San Jacinto, a la par que en el santuario diocesano del Señor de los Milagros, en la colonia Geovillas de Santa Bárbara. 
Para ello implemento un grupo de misioneros laicos al servicio de la pastoral parroquial, teniendo como director espiritual al padre Fernando Velázquez García. Se difundió rápidamente la devoción por la comarca entre ellas las comunidades de: San Francisco Acuautla, Coatepec, San Juan Tlalpizáhuac, Santa Cruz Tlapacoya, San Marcos Huixtoco, Naucalpan y colonias como: Jorge Jiménez Cantú, Plutarco Elías Calles, Geovillas de Santa Bárbara, La Venta, también Unidades Habitacionales: San buenaventura, Los Héroes, La Palma, Jesús María, entre otras. Dicha festividad se le conoce hoy como la tercera fiesta patronal de Ixtapaluca. 

### La cena del campanero
Durante la festividad religiosa de Todos los Santos y Fieles difuntos. Hace muchos años se acostumbraba repicar las campanas de la parroquia a "duelo", es decir: Se tañían las campanas con sonidos graves y agudos intercalados, de tal forma que se debían interpretar como honras fúnebres. Todo el día se escuchaban las campanas; pero es fácil de suponer que el encargado de hacerlas tañir a duelo, no se tenía que separar de su encargo; Como fiel atalaya, que en su puesto permanece. Por tal motivo los niños del lugar eran los encargados de recorrer las calles festivamente, con chilacayote en mano con un rostro tallado en el y dentro una velita o "cabito" (Sobrante de una vela), pregonando: "La cena del campanero, sino me das me muero" y "Un cabito para las ánimas que están benditas". Como respuesta los hogares visitados les proporcionaban la cena que consistía en fruta, colaciones, pan de muerto y tamales; no sin antes rezar brevemente una oración de requiem o bien un Santo Rosario. Esta misma cena era compartida con el campanero. (Fuente oral: Paulita Ponce, ciudadana de la tercera edad). 

## Organización social
En Ixtapaluca, existen varias organizaciones y grupos como Oriente Mexiquense, Rotary Internacional, Nuevo México AC, Causa Joven, Nextia Lab, UNOPCI, UNEECMI, Nexos, Antorcha Campesina, Organizaciones Religiosas, Promotoras de la Cultura, de Transporte, Barra de Abogados y Organizaciones Musicales.

## Infraestructura hospitalaria

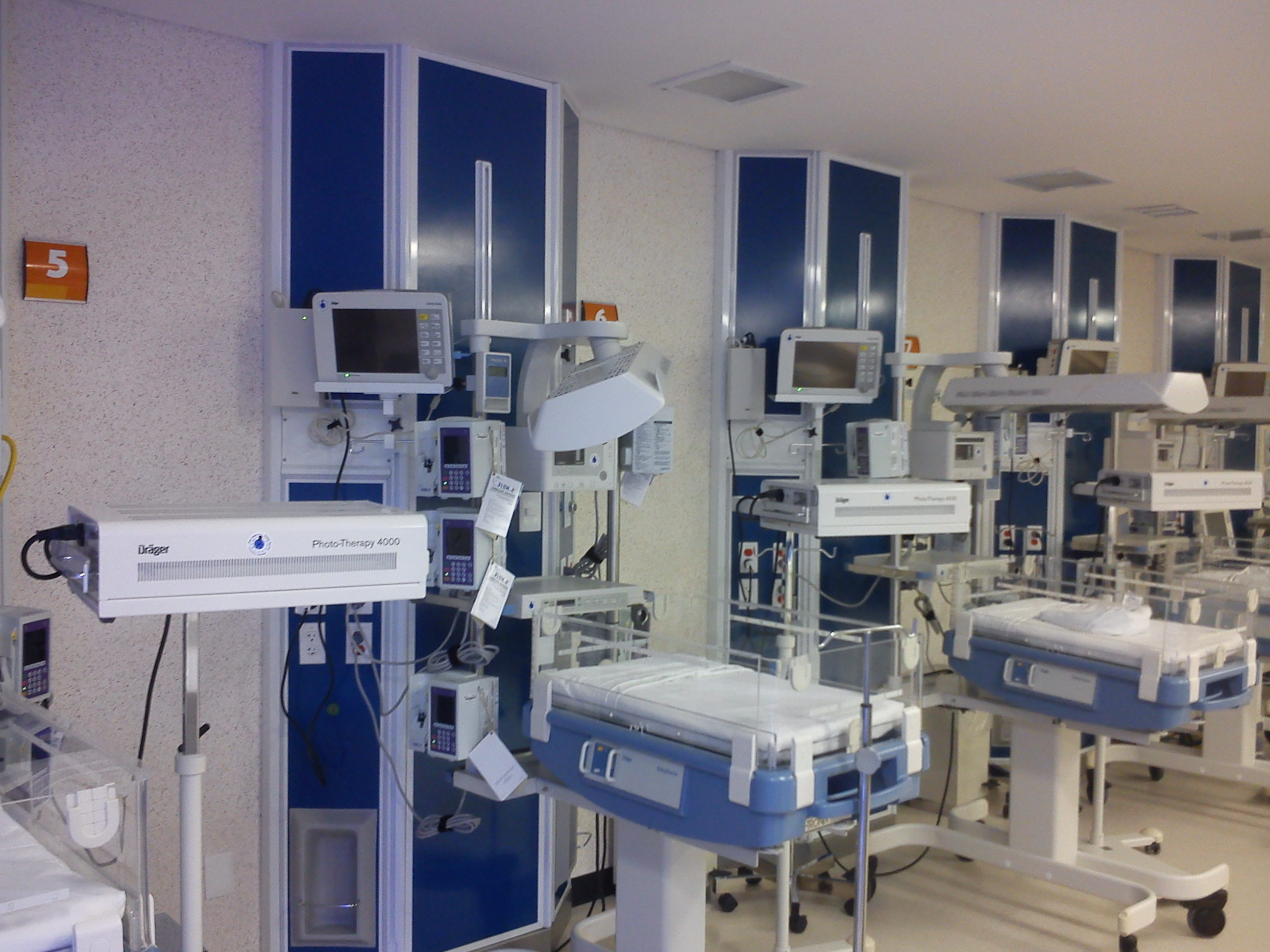
Neonatologia Hospital Regional de Alta Especialidad de Ixtapaluca (HRAEI)

En 2014, el municipio contaba con 4 hospitales públicos especializados y 2 privados.
Hospital Regional de Alta Especialidad de Ixtapaluca (HRAEI): Es el primer Proyecto para Prestación de Servicios (PPS) en México que se bursatiliza por Desarrollo y Operación de Infraestructura Hospitalaria de Ixtapaluca S.A.P.I. de C.V. (DOIHI), se ubica en la carretera México-Puebla km 34,5, Pueblo de Zoquiapan.
Hospital Psiquiátrico La Salud: Es un hospital con especialidades tanto en psiquiatría como en psicología. Está ubicada en la carretera México-Puebla km 33,5, Pueblo de Zoquiapan.
Hospital General Dr. Pedro López: Fue un antiguo hospital para leprosos fundado en 1938, único leprosorio oficial del país. Esta institución se mantiene funcionando hasta la fecha como dispensario y asilo. Está ubidado en la carretera México-Puebla km 34,5, Pueblo de Zoquiapan.
Hospital Materno Leona Vicario Bicentenario: Es un hospital que cuenta con especialidades materna e infantil, se ubica en el bulevar San Buenaventura esquina paseo de los Volcanes, Unidad Habitacional San Buenaventura.
2 clínicas del IMSS
- Clínica IMSS 86 Ixtapaluca (calle Progreso s/n esquina avenida Latamex Col. Ixtapaluca Centro).
- Clínica IMSS 70 Ayotla (carretera federal México-Puebla, km 27.5 Col. Fraccionamiento José de la Mora).

17 centros de salud
- Centro de salud Alfredo del Mazo.
- Centro de salud Cuatro Vientos.
- Centro de salud CAPA Centro Nueva Vida Alfredo del Mazo.
- Centro de salud CAPA Centro Nueva Vida Zoquiapan.
- Centro de salud Citlalmina.
- Centro de salud Coatepec.
- Centro de salud Ayotla.
- Centro de salud Chocolines.
- Centro de salud Santa Cruz Tlapacoya.
- Centro de salud Tejolote.
- Centro de salud Valle Verde.
- Centro de salud El Molinito.
- Centro de salud Colonia General Manuel Ávila Camacho.
- Centro de salud Ixtapaluca.
- Centro de salud Loma Bonita.
- Centro de salud Río Frío de Juárez.
- Centro de salud San Francisco Acuautla.

Dos hospitales de Especialidad Privados
- Hospital de Trauma y Especialidades Médicas Polanco.
- Hospital de Especialidades Médicas Ixchel.

10 clínicas privadas, 45 consultorios, servicio de la Cruz Roja, Bomberos, la unidad básica de rehabilitación ubicada en Villas de Ayotla. En Tlapacoya todavía se practica la medicina tradicional.
Cabe mencionar que en diciembre de 2011, se inauguró un centro de atención para personas discapacitadas, en el Fraccionamiento "Los Héroes", junto a las oficinas del DIF municipal; en beneficio de los habitantes tanto del municipio así como de municipios aledaños. La obra fue sufragada con recursos estatales y municipales; Fue inaugurada por el gobernador del Estado de México Eruviel Ávila.